# Montbronn
Ne doit pas être confondu avec Montbron.
Montbronn (prononcé [mɔ̃bʁɔn]) est une commune française du département de la Moselle en région Grand Est.
Bourg de Lorraine, du pays de Bitche et du bassin de vie de la Moselle-est, Montbronn est situé à 56 km au nord-ouest de Strasbourg, dans le terroir du parc naturel régional des Vosges du Nord. Au niveau intercommunal, la municipalité est intégrée dans la communauté de communes du Pays de Bitche qui regroupe 46 localités autour de Bitche. En 2022, la population légale est de 1 583 habitants, appelés les Montbronnois, qui font de Montbronn le 3e village le plus peuplé du pays de Bitche après Bitche et Rohrbach.
Montbronn est attesté dans les textes d'archives dès le XIIe siècle. Dépendante du Saint-Empire, la localité est successivement la propriété des seigneurs de Bitche du duché de Lorraine (XIIe siècle), des seigneurs de Lichtenberg (1258), des comtes de Lützelstein (1324), des comtes palatins du Rhin (1452), des princes de Phalsbourg et Lixheim (1629) et à nouveau des ducs de Lorraine (1707). Durant la guerre de Trente Ans, la population souffre des multiples passages de troupes et sort du conflit exsangue et décimée. La paix retrouvée, des migrants, sud-tyroliens pour la plupart, participent au redressement de la communauté. Le village devient français en 1766 sous Louis XV avec le rattachement du duché de Lorraine au royaume de France. Comme le reste de la Moselle, Montbronn devient allemand durant la période du Reichsland (1871-1918) puis lors de l'occupation nazie (1940-1945).

## Géographie

### Localisation et communes voisines
Située à l’est du département de la Moselle, la commune de Montbronn appartient au pays de Bitche; elle jouxte le département voisin du Bas-Rhin, et plus précisément la région communément appelée Alsace bossue. Montbronn appartient au canton de Bitche et à l’arrondissement de Sarreguemines.
À vol d'oiseau, Montbronn se situe à 56 km au nord-ouest de Strasbourg, chef-lieu de région, à 83 km à l'est de Metz, chef-lieu de département, à 21,8 km au sud-est de Sarreguemines, chef-lieu d'arrondissement et à 11 km au sud-ouest de Bitche, chef-lieu du canton et de la communauté de communes du Pays de Bitche.

### Communes limitrophes
| Bining             | Rohrbach-lès-Bitche | Enchenberg             |
| Rahling            | Montbronn           | Saint-Louis-lès-Bitche |
| Butten, Ratzwiller | Soucht              | Meisenthal             |

### Présentation du ban communal
Le ban communal de Montbronn s’étend sur 1 499 hectares pour une population de 1 653 habitants (en 2013, sans double compte), soit une densité de 110 habitants au km2. La densité est plus faible que celle du département de la Moselle qui compte en moyenne 165 habitants au km2. Les communes limitrophes de Montbronn sont Bining, Rahling, Soucht, Meisenthal, Saint-Louis-lès-Bitche et Enchenberg.
Le village de Montbronn est implanté sur un plateau au sommet d’un massif boisé creusé par de nombreux ruisseaux. La carte de Cassini (XVIIIe siècle) montre bien cette caractéristique de Montbronn, village implanté sur une vaste plate-forme dénudée au cœur des forêts épaisses du pays couvert, le « Wasgau », une des trois entités paysagères du Pays de Bitche. La seconde entité paysagère est constituée par le pays découvert, l'« Imgau », la troisième étant une zone intermédiaire mêlant les caractéristiques des deux précédentes. Les forêts du Fromburgerwald au nord, de Saint-Louis à l’est et au sud, de Rahling et de Lemberg à l’ouest encerclent ainsi la terrasse urbanisée du village de Montbronn.
La partie urbanisée de la commune est regroupée sur le plateau et le reste du ban communal est occupé en grande partie par des forêts. Le village de Montbronn s’est développé le long des voies de communication mais aussi de façon radioconcentrique autour d’un centre. Cette morphologie particulière associe les caractéristiques du village-rue traditionnel lorrain et du village-tas.

### Géologie et relief
Géologie : Carte géologique; Coupes géologiques et techniques.

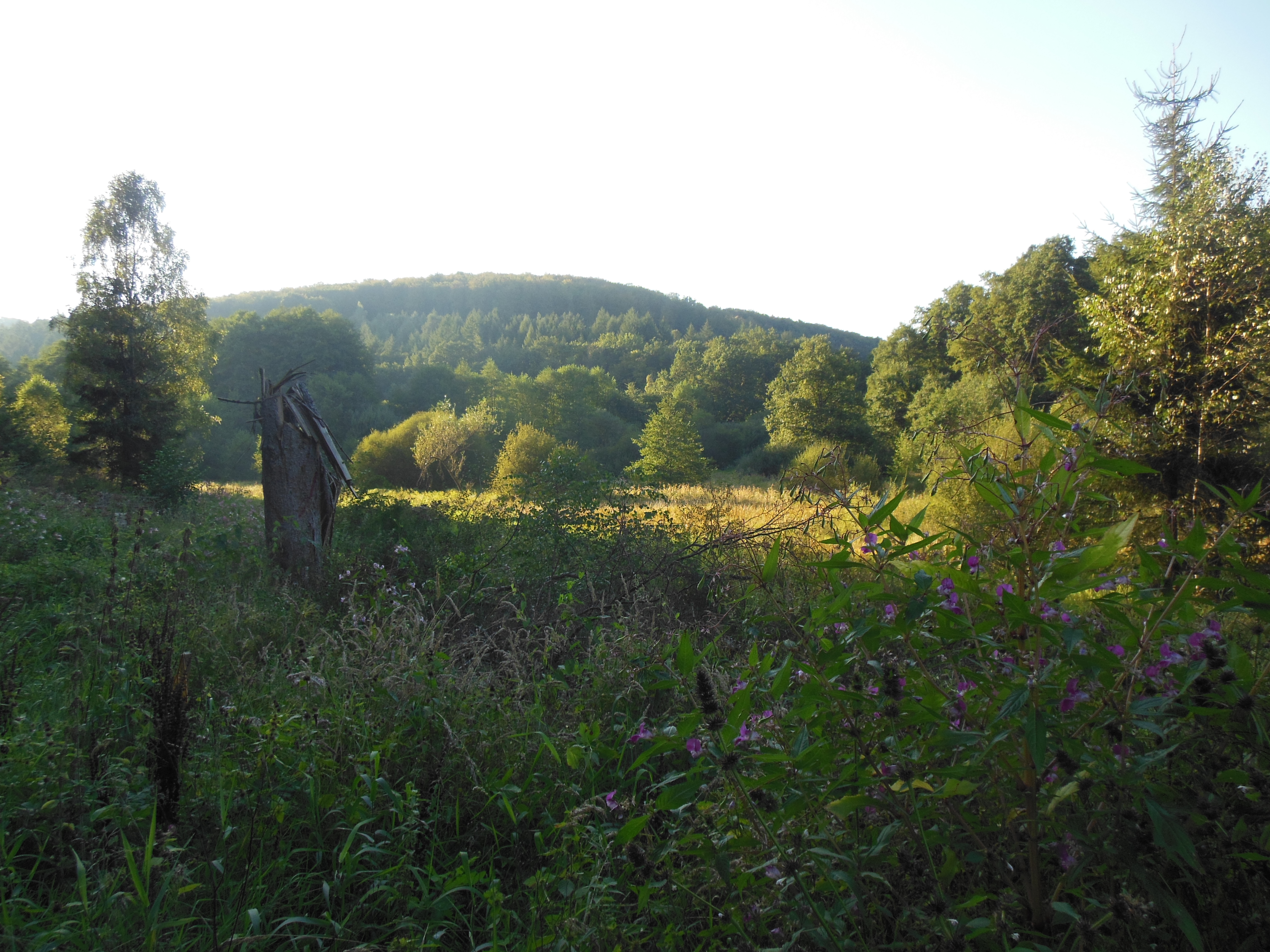
Colline au sud de la commune.

Le territoire de la commune de Montbronn se situe entre deux paysages typiques : à l’ouest, le plateau lorrain, couvert de cultures et à l’est, les Vosges gréseuses, couvertes de forêts plantées de conifères.
Montbronn est sur un terroir mixte où les replats sont souvent occupés par des cultures tandis que les flancs de vallées sont couverts de feuillus ou de résineux.
Le paysage de Montbronn est caractéristique de la chaîne septentrionale des Vosges, les montagnes sont couvertes de forêt et offrent une forme arrondie tandis que le terrain reste accidenté.
Le dénivelé global sur la commune est assez important puisque le point le plus bas se situe à 245 m tandis que le point culminant est à 381 m.
Le village s’est installé sur le plateau mais le dénivelé de la partie bâtie de la commune varie de 330 m à 368 m entre les parties les plus extrêmes. Le noyau originel se situe plutôt en contrebas de la crête à la côte de 333 m, celle-ci culminant à 375 m.
Il s’est implanté parallèlement aux courbes de niveau sur une ligne est-ouest, à la frange du plateau.
Le village s’est développé en créant une seconde « ligne » d’urbanisation à une altitude de 360-365 m.
La commune se compose de 40,53 hectares de territoires artificialisés (5,73 %), 484,85 hectares de territoires agricoles (68,58 %) et 181,78 hectares de forêts et milieux semi-naturels (25,71 %).
Espaces naturels :
- Trois espaces protégés hors Natura 2000 :

Réserve de Biosphère, zone tampon.
Réserve de Biosphère, zone de transition.
Parc naturel régional.
- Une zone naturelle d'intérêt écologique, faunistique et floristique (Znieff) :

Ruisseau Muehlgraben à Soucht.

### Sismicité
Commune située dans une zone de sismicité 2 faible.

### Paysages
La commune de Montbronn a conservé un aspect très verdoyant malgré un certain étalement urbain, donnant au paysage un attrait paysager remarquable. La végétation est omniprésente autour et au cœur du village du fait de l’alternance de zones bâties et de vergers.
La forêt représente un tiers de la superficie totale de la commune soit 500 hectares. Elle encercle le village et se situe sur tout le périmètre du ban communal constituant le fond du paysage. La forêt de Montbronn est constituée essentiellement de feuillus, hêtres, charmes ou de mélange de feuillus et de conifères. Les différentes forêts présentes sur le ban n’appartiennent pas à la commune, elles sont soit domaniales soit privées.
Les espaces agricoles, prairies et cultures, sont installés sur les secteurs de faible pente, ils forment une liaison entre les forêts et la zone construite du village. Ces espaces occupent une grande superficie du ban communal alors que la commune ne compte que trois agriculteurs.
Les vergers forment traditionnellement une ceinture végétale autour des villages lorrains, estompant la limite entre le bourg et l’extérieur mais, à Montbronn, les vergers sont aussi au cœur du village. Le relief
et l’urbanisation en rubans du village ont permis aux vergers de se développer entre les constructions.
Les vallons humides relèvent du réseau hydraulique. Les quelques ruisseaux sur le ban communal ne présentent pas de risque d’inondations importantes. Par contre, les bassins et étangs qui se sont installés dans les creux entre les coteaux servent de régulateurs d’eaux.
La zone urbaine est installée sur les hauteurs mais il ne s’agit pas d’un espace plat. L’espace où s’est développé le centre est bien dégagé, à l’origine il s’agissait d’une petite clairière qui a été déboisée au fur et à mesure des besoins d’espace à bâtir.

### Hydrographie et les eaux souterraines
La commune est située dans le bassin versant du Rhin au sein du bassin Rhin-Meuse. Elle est drainée par le ruisseau le Buttenbach, le ruisseau le Grentzbach, le ruisseau Rohrbach, le ruisseau Kambach et le ruisseau le Grosshardt.
Le réseau hydrographique draine les eaux superficielles vers le bassin de la Sarre; les ruisseaux présents à Montbronn se situent en fond de vallée et encadrent le ban communal.
Le ruisseau du Grentzbach, ou Muehlgraben, au sud est très petit, il est alimenté par la seule source de la commune. Le terrain dans cette partie du territoire est en friche, le Muehlgraben sillonne entre les herbes sèches. La source du village se situe donc au sud du ban communal et une station de pompage est installée à côté. Le Grentzbach, d'une longueur totale de 21,2 km, prend sa source dans la commune de Goetzenbruck et se jette dans l'Eichel à Waldhambach, après avoir traversé neuf communes.
Le fond de vallée au nord est bien entretenu, des habitations isolées constituent deux annexes, la Metschbruck en limite communale à l’ouest et le Montbronner Muehle plus à l’est. Le ruisseau du Muenzbach s’installe entre la route et les quelques habitations présentes à cet endroit. D'une longueur totale de 17,5 km, il prend sa source dans la commune de Rohrbach-lès-Bitche et se jette dans l'Eichel à Lorentzen, après avoir traversé six communes. Ses abords sont débroussaillés, présentant un paysage ouvert. Plus loin, un étang relativement important constitue un véritable élément du paysage. Il recueille les eaux du Kambach ainsi que les eaux de ruissellement des coteaux de grès rose.

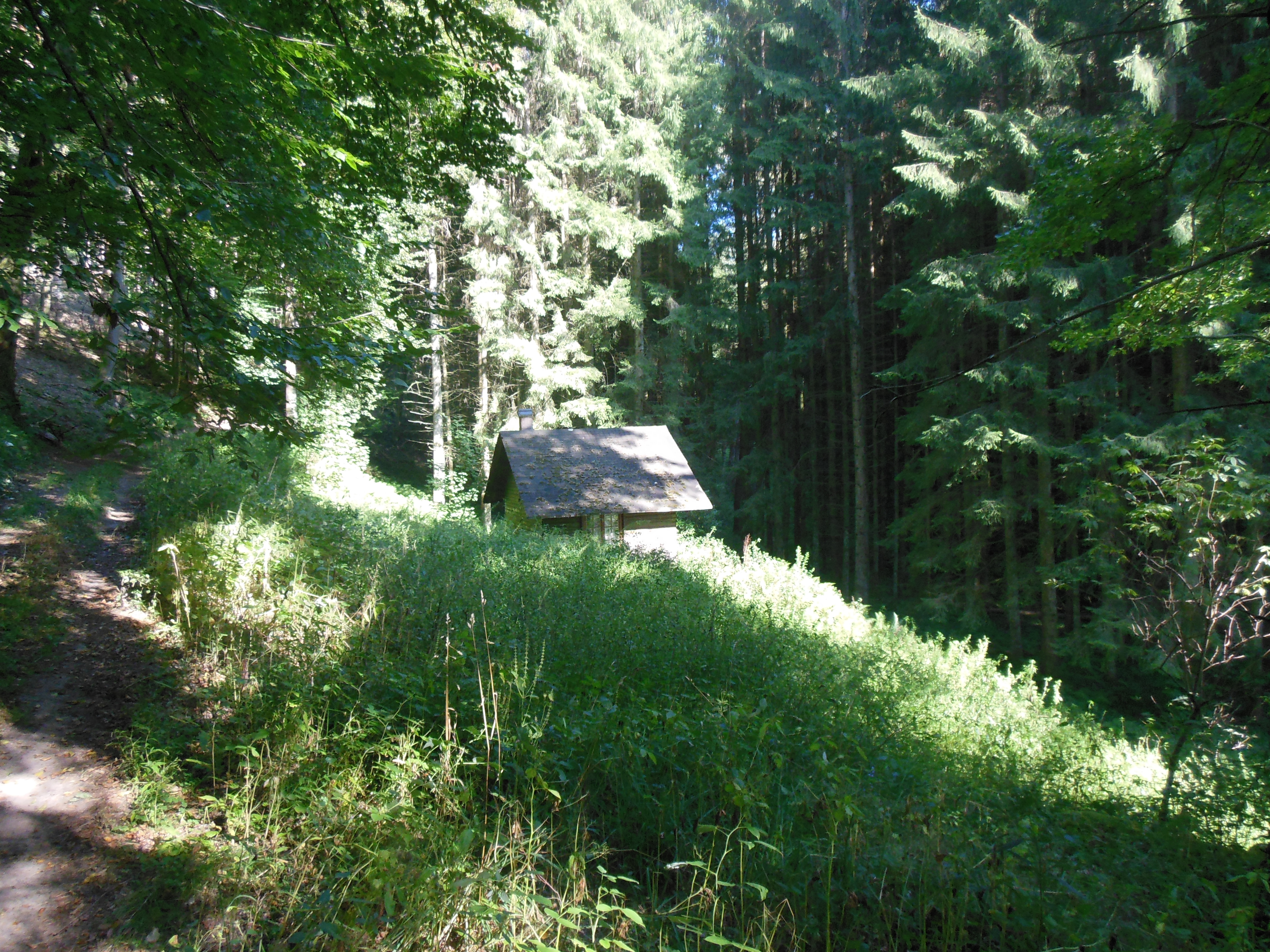
Vallée du Kambach.
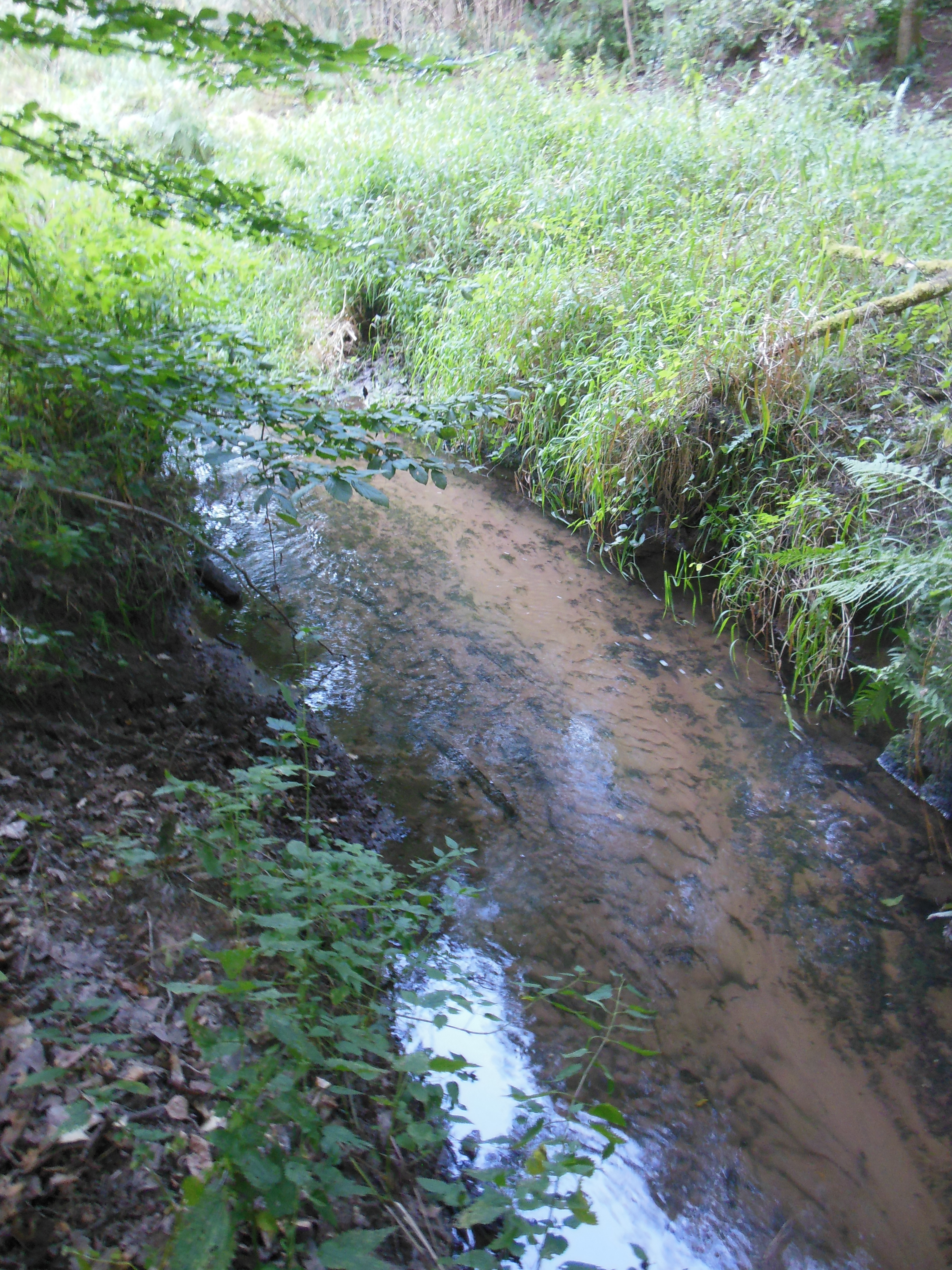
Le Muehlgraben, dans la vallée du Rehtal.
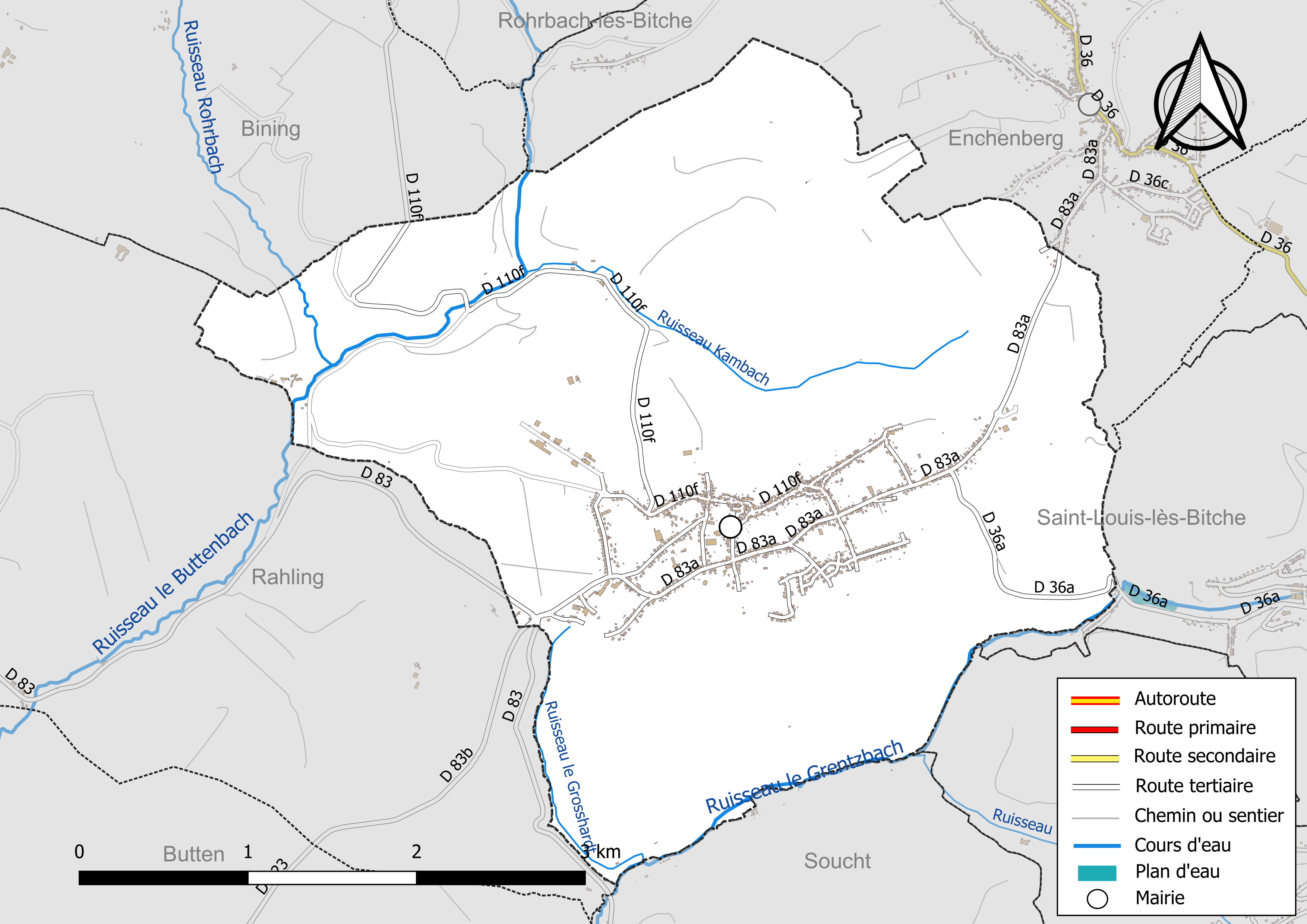
Réseaux hydrographique et routier de Montbronn.

La qualité des eaux des principaux cours d’eau de la commune, notamment du ruisseau le Buttenbach et du ruisseau le Grentzbach, peut être consultée sur un site dédié géré par les agences de l’eau et l’Agence française pour la biodiversité.

### Climat
Pour des articles plus généraux, voir Climat du Grand Est et Climat de la Moselle.
En 2010, le climat de la commune est de type climat des marges montargnardes, selon une étude du Centre national de la recherche scientifique s'appuyant sur une série de données couvrant la période 1971-2000. En 2020, Météo-France publie une typologie des climats de la France métropolitaine dans laquelle la commune est exposée à un climat semi-continental et est dans la région climatique Vosges, caractérisée par une pluviométrie très élevée (1 500 à 2 000 mm/an) en toutes saisons et un hiver rude (moins de 1 °C).
Pour la période 1971-2000, la température annuelle moyenne est de 9,6 °C, avec une amplitude thermique annuelle de 16,9 °C. Le cumul annuel moyen de précipitations est de 897 mm, avec 12,3 jours de précipitations en janvier et 10,6 jours en juillet. Pour la période 1991-2020, la température moyenne annuelle observée sur la station météorologique de Météo-France la plus proche, « Mouterhouse », sur la commune de Mouterhouse à 10 km à vol d'oiseau, est de 10,1 °C et le cumul annuel moyen de précipitations est de 954,2 mm. 
La température maximale relevée sur cette station est de 40,4 °C, atteinte le 25 juillet 2019 ; la température minimale est de −23 °C, atteinte le 13 janvier 1987,,.
Les paramètres climatiques de la commune ont été estimés pour le milieu du siècle (2041-2070) selon différents scénarios d'émission de gaz à effet de serre à partir des nouvelles projections climatiques de référence DRIAS-2020. Ils sont consultables sur un site dédié publié par Météo-France en novembre 2022.

### Voies de communications et transport

#### Réseau routier
Au sud du Pays de Bitche, Montbronn semble isolé des grands axes routiers. Pourtant, la commune se situe bien au centre d’un réseau dense de voies de communication.
En effet, Montbronn est au cœur du triangle Rohrbach-lès-Bitche (11 km au nord) - Bitche (11 km au nord-est) - Sarre-Union (22 km au sud-ouest). Ces trois bourgs sont très bien desservis par des routes à grande circulation.
Montbronn se raccorde à la RN62 (Sarreguemines-Bitche-Haguenau) à Rohrbach-lès-Bitche.
La liaison vers Bitche s’effectue par la route départementale RD37 via Lemberg et vers Sarre-Union et l’échangeur de l’autoroute A4 (vers Metz ou Strasbourg) par la RD83.
La commune en elle-même est traversée par cette RD83 qui constitue un axe majeur de circulation ainsi que par la RD110 qui vient du nord.

#### Transports en commun

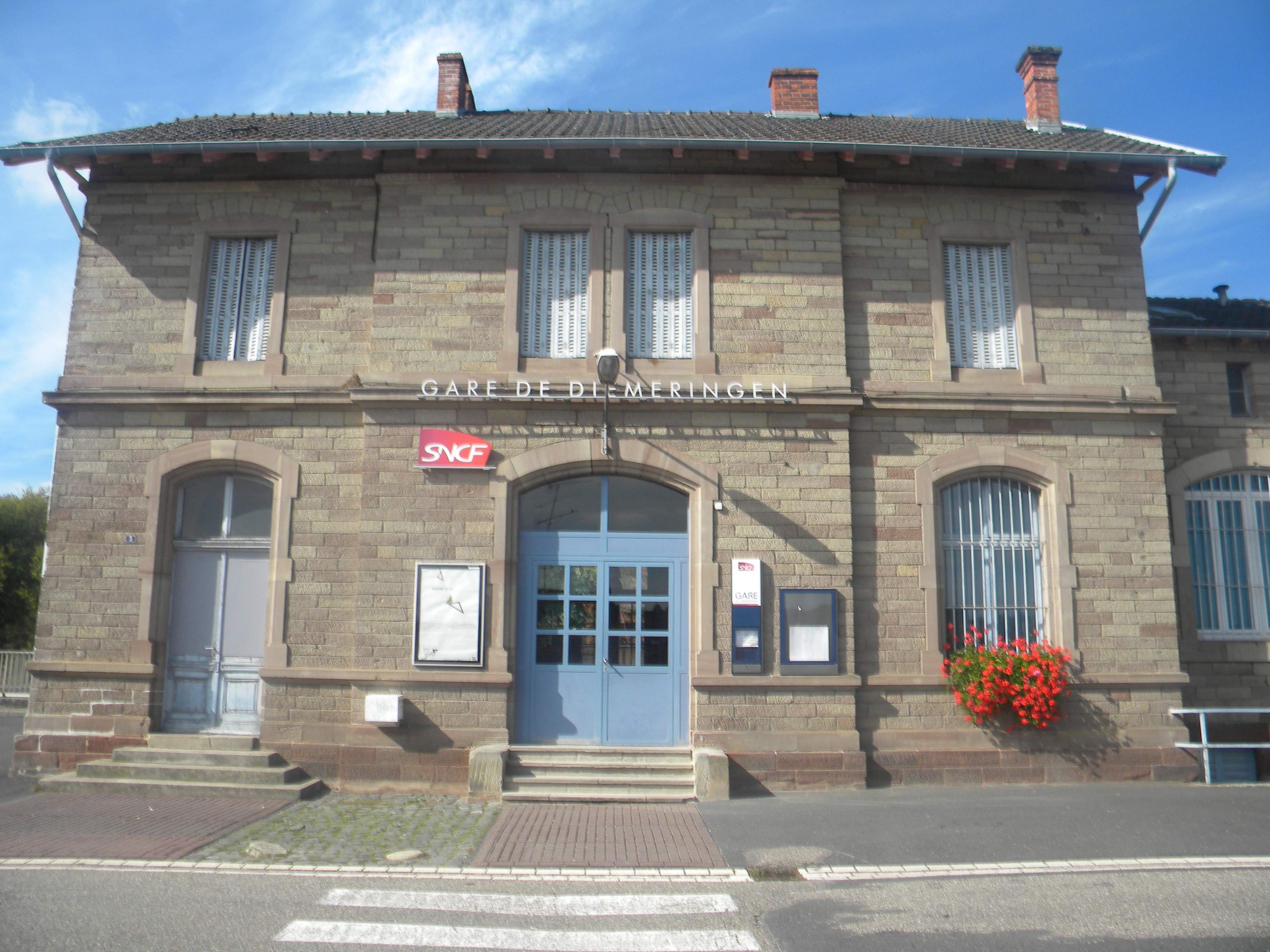
La gare de Diemeringen.

La ligne de chemin de fer Sarreguemines-Bitche desservait de 1869 à 2014 la gare ferroviaire de la commune voisine d'Enchenberg. La ligne ferroviaire étant désaffectée depuis 2014, la gare d'Enchenberg est maintenant desservie par une liaison d'autocars TER Lorraine. La gare de Saint-Louis-lès-Bitche, un autre village voisin, fut de 1897 à 1971 le terminus d'une ligne de chemin de fer allant à Wingen-sur-Moder. De nos jours, la gare ferroviaire SNCF la plus proche est la gare de Diemeringen, en service depuis 1895 sur la ligne Sarreguemines-Strasbourg.
Des ramassages vers le collège de Lemberg et vers les lycées et collège de Bitche sont organisés lors des périodes scolaires.

#### Réseau aérien
L’aéroport de Sarrebruck-Ensheim se situe à 40 km (liaison avec les grandes villes allemandes), celui de Strasbourg-Entzheim à 80 km (liaison avec les grandes villes françaises et européennes). L’aéroport international de Francfort est distant de 200 km du village. L’aéroport de Deux-Ponts (à 40 km) qui offrait des liaisons quotidiennes vers Berlin et Majorque n'est plus exploité depuis octobre 2014.

## Urbanisme

### Typologie
Au 1er janvier 2024, Montbronn est catégorisée bourg rural, selon la nouvelle grille communale de densité à sept niveaux définie par l'Insee en 2022.
Elle est située hors unité urbaine. Par ailleurs la commune fait partie de l'aire d'attraction de Sarreguemines (partie française), dont elle est une commune de la couronne,. Cette aire, qui regroupe 48 communes, est catégorisée dans les aires de 50 000 à moins de 200 000 habitants,.

### Occupation des sols
L'occupation des sols de la commune, telle qu'elle ressort de la base de données européenne d’occupation biophysique des sols Corine Land Cover (CLC), est marquée par l'importance des territoires agricoles (74,4 % en 2018), en augmentation par rapport à 1990 (21,7 %). La répartition détaillée en 2018 est la suivante : 
terres arables (53,9 %), zones agricoles hétérogènes (16,6 %), forêts (15 %), zones urbanisées (9,9 %), prairies (3,8 %), milieux à végétation arbustive et/ou herbacée (0,6 %), cultures permanentes (0,1 %). L'évolution de l’occupation des sols de la commune et de ses infrastructures peut être observée sur les différentes représentations cartographiques du territoire : la carte de Cassini (XVIIIe siècle), la carte d'état-major (1820-1866) et les cartes ou photos aériennes de l'IGN pour la période actuelle (1950 à aujourd'hui).

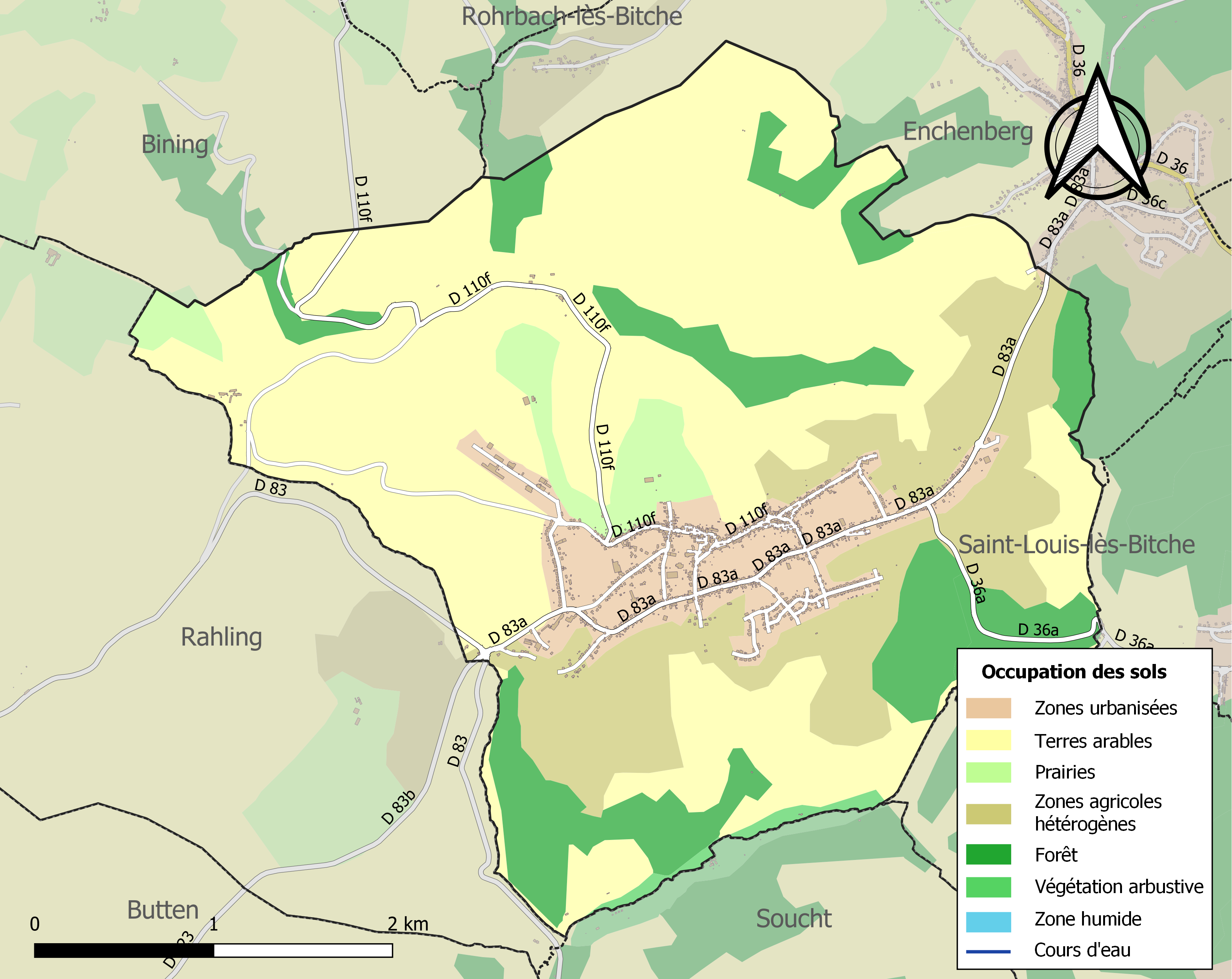
Carte des infrastructures et de l'occupation des sols de la commune en 2018 (CLC).

### Morphologie urbaine
Montbronn a une morphologie urbaine particulière puisque le village est constitué de plusieurs rubans parallèles d’urbanisation et de vergers qui lui donnent cette identité de village-jardin.
La partie ancienne du village associe la caractéristique du village-tas, autour de l’église à celle du village-rue lorrain traditionnel par sa structure le long d’une rue principale. Cette association de deux morphologies est très courante dans le pays de Bitche, elle donne l’impression que le village est plus aéré et rompt avec le traditionnel village-rue lorrain. L’influence alsacienne n’est pas étrangère à cette caractéristique. On ne retrouve pas d’ordre continu dans cette partie du village, les maisons sont regroupées par 3, 4 ou 5 constructions, formant des entités implantées de façon différente par rapport à l’alignement. Cette partie du village est facilement identifiable car les maisons sont légèrement plus petites que celles construites plus tard.
Après cette première phase de développement, le village s’est étendu en créant une bande parallèle d’urbanisation vers le sud, c’est l’actuelle RD83. Ce ruban d’urbanisation est très étiré sur le territoire. La consommation d’espace est importante car il s’agit de constructions au coup par coup avec des maisons isolées sur leur parcelle. Ce sont des parcelles profondes en lanières mais également larges, ce qui explique l’étirement de l’urbanisation dans ce secteur.
La RD83 ainsi que les autres rues du village ont constitué des supports à l’urbanisation depuis le milieu du XXe siècle.

### Densité du bâti
Les maisons traditionnelles des centres urbains, sont de toute évidence, les plus économes au regard de la consommation de l’espace. Le seul problème qu’elles posent est celui du stationnement qui se fait la plupart du temps sur la voie publique.
Il existe une différence importante de densité sur les terrains entre les maisons du centre ancien et les maisons construites plus tard et au coup par coup. En effet, une maison du centre ancien occupe en moyenne entre 50 et 75 % de la surface du terrain, alors qu’une maison construite au coup par coup occupe seulement 15 % de son terrain. Notons également que la surface des terrains pour ce genre de construction est 5 à 7 fois plus importante que pour les maisons du centre ancien. Le pavillonnaire construit au coup par coup est un mode de construction qui consomme énormément d’espace et cela explique l’étalement de la commune de Montbronn qui regroupe un grand nombre de ces maisons. Les opérations d’ensemble semblent utiliser l’espace de façon plus rationnelle grâce à un redécoupage foncier, mais cela est relatif puisque ce type de maison n’occupe que 20 à 30 % de la parcelle.

### Logement
Le tableau ci-dessous présente une comparaison du logement à Montbronn par rapport à l'ensemble de la Moselle et du Grand Est en 2012, au travers de quelques indicateurs, :
|                                                               | Montbronn | Moselle | Grand Est |
| ------------------------------------------------------------- | --------- | ------- | --------- |
| Part des résidences principales (en %)                        | 91,0      | 90,0    | 88,3      |
| Part des résidences secondaires et logements occasionnels (%) | 0,4       | 1,8     | 3,1       |
| Part des logements vacants (en %)                             | 8,6       | 8,2     | 8,5       |

Les données publiées par l'Insee indiquent qu'en 2012, Montbronn comporte 769 logements dont 702 maisons, 64 appartements et 3 résidences secondaires. Sur ce total, 66 logements sont vacants et 475 résidences sont des 5 pièces ou plus. Cette année-là, 67,2 % des ménages résident dans la commune depuis plus de 10 ans et 10,5 % depuis 2 à 4 ans. Sur les 672 résidences principales construites avant 2010, 185 résidences ont été édifiées avant 1946 (27,5 %), 375 résidences entre 1946 et 1990 55,8 %) et 113 résidences entre 1991 et 2009 (16,7 %). La plupart des maisons individuelles ont été construites dans les années 1949-1974. La plupart des habitants de la commune est propriétaire de son logement (81,2 % des ménages), chiffre nettement supérieur à celui du département (55,4 %). Seulement 10 % des habitants de Montbronn sont locataires, chiffre nettement inférieur à celui du canton (29 %), de l’arrondissement (28,9 %) et surtout à celui du département (36 %) du fait d’une situation plus rurale de Montbronn sans doute. Le taux de logements vacants est légèrement supérieur à la moyenne régionale en 2012 et en augmentation d'un demi-point depuis 2007.

### Risques naturels et technologiques

La centrale nucléaire de Cattenom, située à moins de 100 km de Montbronn.

La commune de Montbronn n’est traversée que par des ruisseaux. Il s’agit du Muenzbach et du Muehlgraben ainsi que leurs affluents. Il n’y a aucune zone inondable définie.
Depuis le 24 octobre 2010, une nouvelle réglementation parasismique a été entérinée par la parution au Journal officiel de deux décrets sur le nouveau zonage sismique national et d’un arrêté fixant les règles de construction parasismique à utiliser pour les bâtiments de la classe dite « à risque normal ». Selon cette réglementation, la commune de Montbronn est concernée par un aléa sismique faible. Conformément à l’arrêté du 22 octobre 2010 relatif à la classification et aux règles de construction parasismique applicables aux bâtiments de la classe dite « à risque normal », seuls les bâtiments d’importance III et IV sont concernés.
Il existe aussi un potentiel faible mais non nul du radon, gaz radioactif produit par la désintégration de l'uranium présent dans les roches. Dans un rayon de 150 km autour de Montbronn, il y a 5 centrales nucléaires implantées : la centrale nucléaire de Philippsburg à 87 km, la centrale nucléaire de Cattenom à 92 km, la centrale nucléaire de Biblis à 113 km, la centrale nucléaire de Fessenheim à 123 km et la centrale nucléaire de Neckarwestheim à 136 km. La présence de ces centrales présente un risque nucléaire potentiel pour la commune.

## Toponymie

### Montbronn
- Anciennes mentions[38],[39],[40] : Mabrunnen ou Mabrunnem (1150) ; Mumburen (1258) ; Monbronn (1390) ; Momborn (1594) ; Monmeur (XVIIe siècle) ; Mommern (1692) ; Mommeurt (1696) ; Mommenrt (1690-1749) ; Mommern (1743) ; Monbron (1749) ; Monbronn (1755) ; Montbéron, Montbouron, Montbrun, Mont-Meurthe, Montbronn (1756) ; Mombronne, Montbronnen, Montbronne (1771) ; Mommeren (1779) ; Montbronn ou Momern, en français Monteberon (1779) ; Mombron (carte Cassini) ; Monbronne (1793) ; Monbron (1801) ; Montbronn (1844 et 1850) ; Monbronn (1856) ; Montbronn (1860).
- Durant les annexions allemandes : Mombronn (1871-1918), Bergbrunn (1940-1944), qui montre ici une faute étymologique. En effet, Mont (le fameux « berg ») viendrait, soit de Mano, qui signifie un chef de village germanique, fondateur du village à l’époque des grandes invasions ; soit de Mon qui viendrait de « mündig » qui veut dire « libre ». Il existe donc deux interprétations possibles : la fontaine de Mano ou la fontaine libre[41].
- En francique lorrain : Mumere[42] et Momere. En allemand (avant 1871) : Mommeren ou Mummeren[38].
- Sobriquet des habitants : Mummere Hätsche ou Mummere Moren, « les porcs de Montbronn » ou « les sales gens de Montbronn », c'est-à-dire les gens de peu de valeur[43]. Dans l'ancien temps, les habitants du village ont dû avoir un comportement de rustres. À l'occasion de la fête patronale (Kirb), les bagarres et les beuveries étaient fréquentes et déchaînaient la violence[44]. La rumeur publique était elle aussi très sévère à l'égard du village, qui avait mauvaise réputation notamment parce qu'il était un centre actif de prosélytisme luthérien au XVIe siècle, ce qui était très mal vu dans le reste du pays de Bitche[43].

### Lieux-dits
Reflet du long passé linguistique allemand du pays de Bitche, les micro-toponymes ruraux (ou lieux-dits cadastraux) ne sont pas en français mais en allemand. On compte notamment :

## Histoire

### Préhistoire
Le pays de Bitche était déjà peuplé à cette époque, des occupations éparses ayant été relevées dans la contrée. On imagine peut-être qu’un peuple vivait à cette époque sur le territoire de la commune mais aucun objet ou aucune trace n’a été découvert.

### Moyen Âge

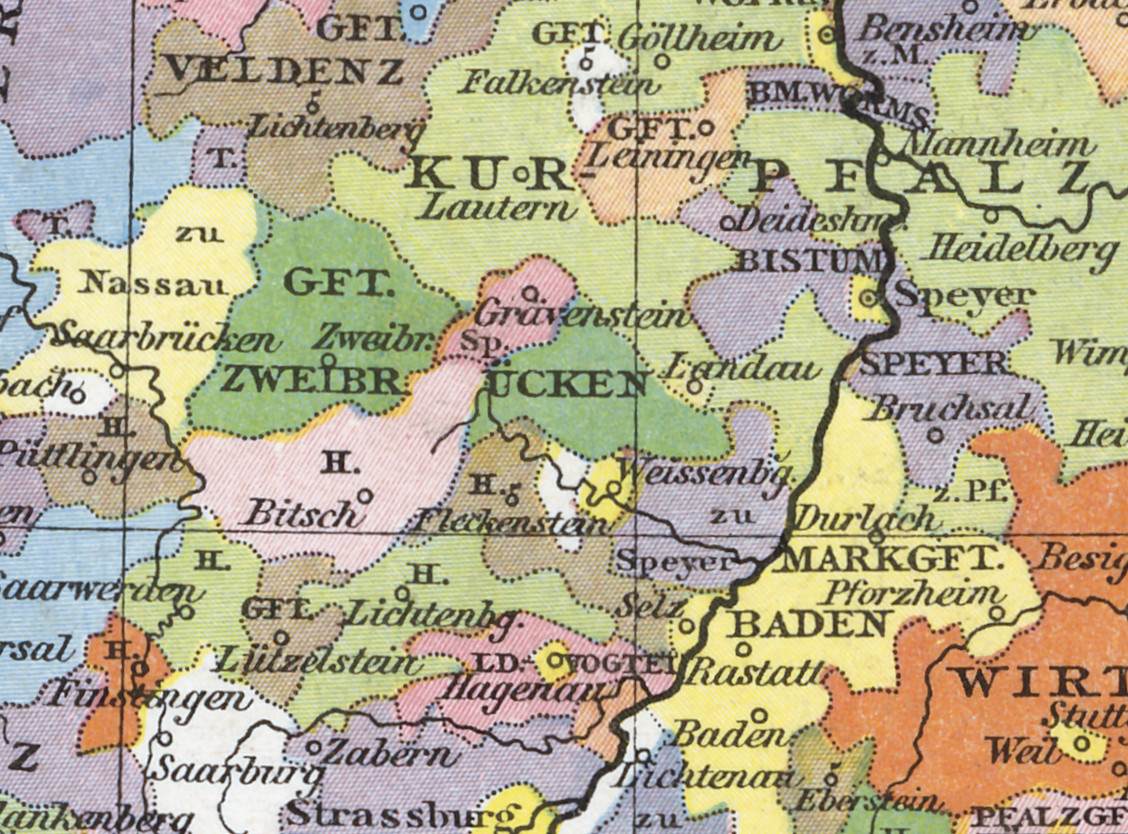
Le comté de Lützelstein vers 1400 (en marron au centre).

Montbronn est probablement l’un des villages les plus anciens du pays de Bitche, puisqu’il date peut-être de l’An Mil. C’est à cette époque que le pays de Bitche apparaît comme une entité territoriale de la Lotharingie orientale. Montbronn était une communauté rurale, occupant le centre d’une immense clairière de défrichement, établie près de sources généreuses. Montbronn apparaît pour la première fois dans l’histoire en 1150, dans une lettre écrite en gotique et en latin. Il est mentionné sous Mabrunnen du vieil allemand Magan-Brunno : la grande source. Il illustre l'abondance des sources et des fontaines qui jalonnent le ban communal et constitue sans doute une des explications aux nombreuses représentations de saint Jean Népomucène dans le village aux XVIIIe siècle et XIXe siècle.
En 1258, Montbronn est mentionné comme fief de l’église de Verdun, propriété des sires de Lichtenberg et, de 1324 à 1329, comme fief du comte Nicolas de Lützelstein qui le donna à Jean de Montbronn. En 1452, les terres du comte de Lützelstein furent annexées par l’électeur palatin et, à cette occasion, Montbronn passa probablement aussi à l’électeur palatin.
Au cours du XVe siècle, les premières verreries s’établissent dans le pays de Bitche, on en dénombre une douzaine dans la forêt de Bitche depuis le Bas Moyen Âge jusqu’au milieu du XVIIe siècle. Ces petites verreries s’élevaient toujours dans les vallées à proximité du bois et à côté de petites maisons également en bois destinées à l’habitation. L’établissement ne durait que peu de temps, le temps nécessaire à rouler le bois, puis une nouvelle verrerie était construite plus loin, c’était l’ère des verreries nomades, les « Glashütten ».

### Temps modernes

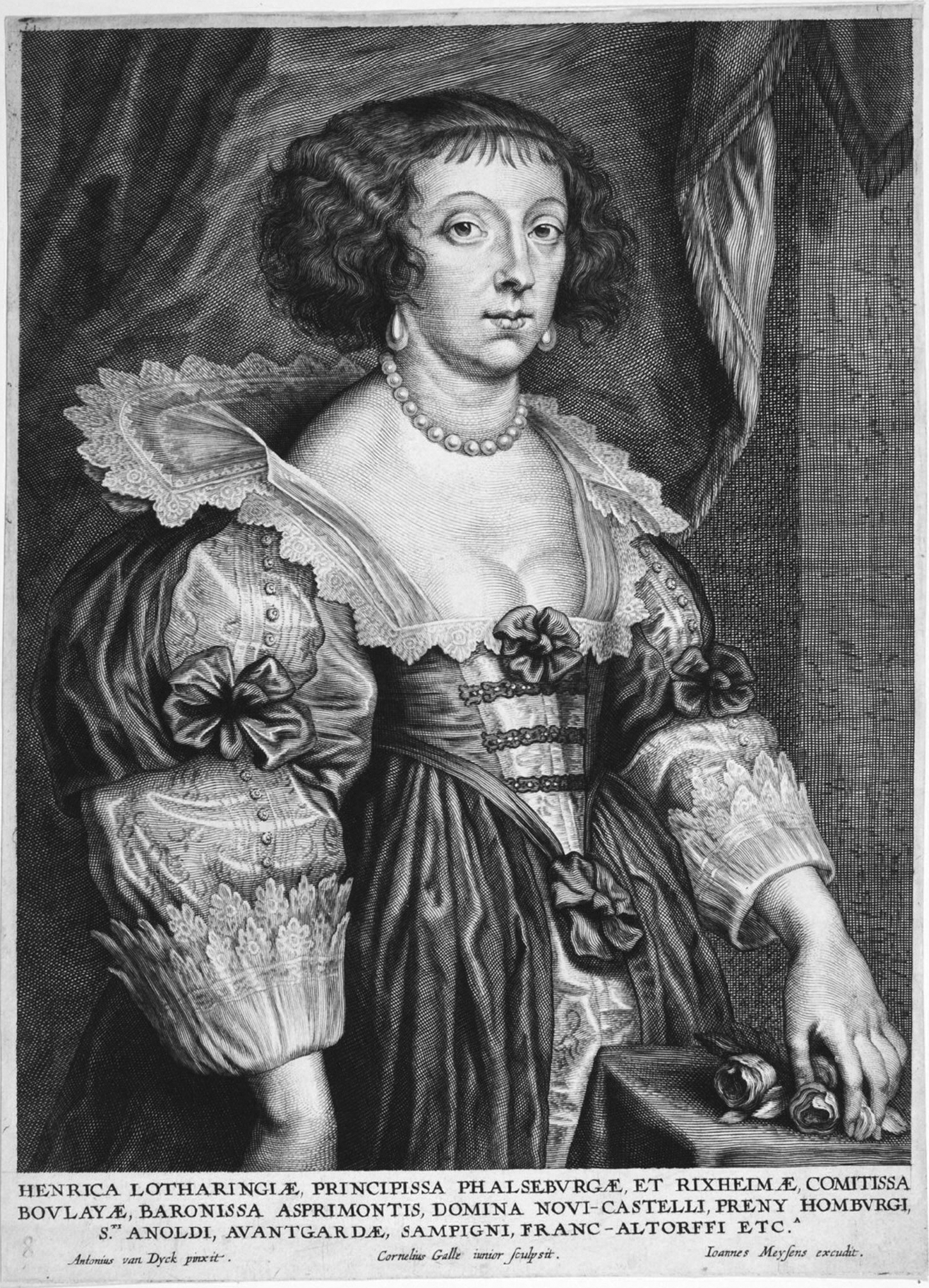
Henriette de Lorraine, princesse de Phalsbourg et Lixheim.

Montbronn apparaît comme un village à part et il est vrai que certains lieux-dits du cadastre font allusion à un autre droit que dans le reste de la région : le Galgenfeld, « champ du gibet », ce qui suppose le droit de justice ; le Schindwinckel, « le coin des tortures » ; le Mörderschall, « la prison des meurtriers », etc. L’ex-territorialité dont jouissait Montbronn aurait développé un droit d’asile connu de tous, puisque que c’est dans ce village que trouvaient refuge brigands et déserteurs, mais après une longue procédure entre les différents seigneurs, les récalcitrants, les voleurs et les meurtriers furent livrés à la justice de leur lieu d’origine.
Mais la particularité la plus surprenante de Montbronn est qu’entre 1550 et 1625, les habitants durent changer sept fois de religion, à cause du droit du prince. En 1557, l’électeur palatin de Heidelberg, Othon-Henri, par le biais de l'un de ses vassaux, le baron de Schoenberg, seigneur de Montbronn, introduit le protestantisme dans le territoire et Montbronn devient un centre actif de prosélytisme et de la propagande protestante dans le pays de Bitche.
En 1572, le duc de Lorraine Charles III occupe le comté de Bitche, les Montbronnois se félicitent une fois de plus d’être des sujets du prince électeur, car le duc de Lorraine agit de manière très répressive dans le pays de Bitche. Mais Montbronn n’est pas assez grande pour accueillir tous les pourchassés qui viennent se réfugier dans le village pour échapper au duc de Lorraine.
En 1592, commence la guerre « des trois évêchés » avec l’élection de deux évêques à Strasbourg, un catholique et un luthérien, chacun voulant être le maître suprême. Mais un troisième évêque se mêle vite au litige, l’évêque cardinal de Metz. La guerre durera plus de 10 ans pour finir en 1604 avec la victoire de ce dernier. Toute la région est épurée, il ne reste plus que des cendres des maisons et des temples protestants de Montbronn.

#### Création de la principauté de Phalsbourg et Lixheim (1620-1629)
En 1620, Frédéric V, roi de Bohême et comte palatin du Rhin, est défait à la bataille de la Montagne-Blanche. Il est alors mis au ban de l'Empire et contraint de vendre ses possessions en Lorraine à savoir Lixheim, Graufthal, Hérange et Montbronn, au duc Henri II de Lorraine; l'acte de vente porte les dates du 10 octobre et du 18 novembre 1623.
À l'occasion du mariage de sa nièce Henriette de Lorraine avec Louis de Guise, baron d'Ancerville, le duc de Lorraine cède à ce dernier les seigneuries qu'il vient d'acquérir, alors que Louis s'était déjà vu attribuer par le même la seigneurie de Phalsbourg - Einartzhausen le 18 avril 1621. En raison des services que lui avait rendus Louis, connu désormais sous le nom de Louis de Phalsbourg, l'empereur Ferdinand II, par bulle d'or du 12 février 1629, élève ses possessions en principauté immédiate d'Empire, la principauté de Phalsbourg,. Cette haute faveur est réitérée et confirmée par l'empereur Ferdinand III, à Linz, le 25 novembre 1645.

#### Guerre de Trente Ans (1618-1648)
Elle fait des ravages dans le pays de Bitche et ses environs. Les Croates et les Cosaques mettent la région à feu et à sang en 1622, et ensuite la peste de 1627 décime une bonne partie
de la population du comté de Bitche. Les catholiques et les protestants s’entre-tuent, Richelieu tente de s’emparer de Phalsbourg pour avoir la route libre en direction de l’Alsace. Les Suédois en 1633 ne laissent après leur passage que misère et désolation. En 1635, la contrée est déserte, plus de 80 villages, hameaux et fermes ne sont plus que ruines désertes et abandonnées. Le 24 octobre 1648, la conférence de paix à Münster met fin à cette guerre.
Après la guerre de Trente Ans, Montbronn se repeuple peu à peu d’anciens habitants et d’autres qui arrivèrent. Le duc de Lorraine avait reçu la permission de « recruter » de nouveaux immigrants pour la Lorraine en Allemagne et dans le reste de la France. Les registres paroissiaux mentionnent l’arrivée de Tyroliens, de Suisses, d’Allemands du sud et de Bourguignons. Tous ces nouveaux arrivants se mêlent vite à la population de Montbronn, ils représentent une quarantaine de familles s’intégrant à celles qui existent encore au village. Vers 1700, le village comptait 18 familles représentant environ 90 à 100 personnes et très peu d’enfants.

#### Réunion de la Lorraine à la France (1705-1766)

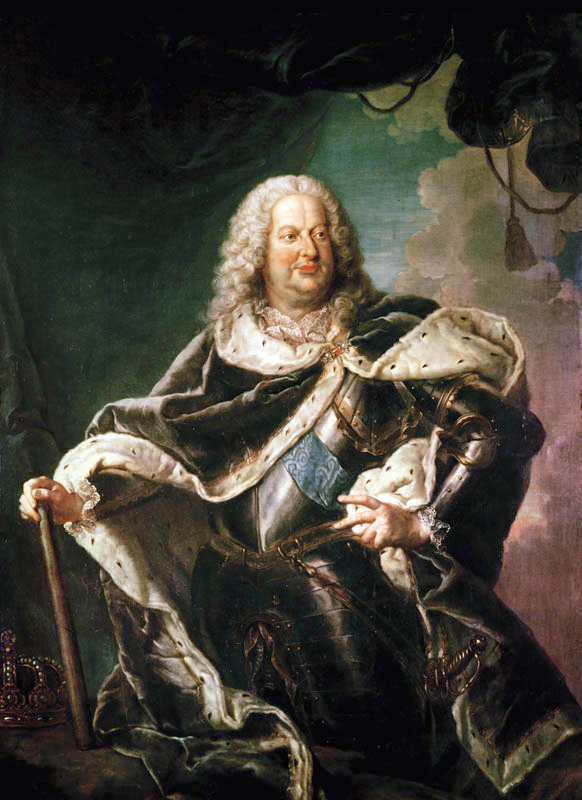
Stanislas Leszczynski, duc de Lorraine et roi de Pologne

En 1702, à la suite du décès sans postérité d’Alexandre Grimaldi, dernier prince de Lixheim, la principauté retourne au duché de Lorraine. Elle y est d'abord gouvernée comme une terre étrangère et Montbronn conserve son statut d'enclave dans le pays de Bitche en étant intégré au bailliage de Lixheim.
En 1705, le retour des Français met en place une souveraineté territoriale : les Français protègent les frontières, alors que les Lorrains assurent la police intérieure. Sous Stanislas, duc de Lorraine et roi de Pologne, les impôts sont tellement écrasants que s’amorce un exode vers les pays de l’Est (Hongrie et Transylvanie), environ 1 400 personnes quittent le comté de Bitche à la fin du XVIIe siècle. En 1738, Stanislas s’arrête en Lorraine, mais ce n’est que 6 ans après sa mort qu’il joue un rôle à Montbronn; en effet en 1772, les Montbronnois reçoivent de ses héritiers de l’argent pour construire leur église. Elle est inaugurée en 1775 à l’emplacement de l’actuelle école maternelle.
Le 21 août 1723, une verrerie est établie dans la forêt du Nassenwald, qui prouve que la tradition verrière est très ancienne à Montbronn. Son exploitation n'est cependant maintenue que pendant 14 mois, après lesquels, un premier arrêt, puis un second, du 25 mai 1729, ordonnent qu'elle soit démolie. Le 17 février 1767, le roi de France, Louis XVI, créé les Cristalleries Royales de Saint-Louis qui vont amputer la commune de ses forêts, ce qui provoque la colère des habitants de Montbronn. Elles se développent rapidement et beaucoup de Montbronnois y travaillent.

### Époque contemporaine

Le découpage administratif du district de Bitche en 1790.

À la Révolution française est créé le district de Bitche qui se heurte au clergé et sème la terreur. C'est à cette époque que Montbronn perd son statut d'enclave en étant intégré au canton de Lemberg. Les impôts sont toujours aussi difficiles à supporter. En 1800, le district est éclaté en trois cantons (Bitche, Volmunster et Rohrbach), qui sont rattachés à l’arrondissement de Sarreguemines. Le pays de Bitche perd alors neuf siècles d’unité, et le « repliement » (c’est-à-dire le départ de l’élite locale) s’amorce. En 1802, une grande partie des habitants de Montbronn travaille aux Cristalleries de Saint-Louis: il y a des souffleurs, des tailleurs de verre, des graveurs...
En 1845, Montbronn est frappée par une épidémie de fièvres typhoïdes qui, sur une population de 1 711 habitants, en a atteint 260 et a fait 31 victimes, soit un huitième des malades, sur une période allant de huit mois à un an. Dans son rapport sur cette épidémie, le docteur Rousset de Sarreguemines signale la grande malpropreté qui régnait autour des malades comme la cause déterminante qui, en provoquant la formation d'un foyer d'infection, propageait la maladie parmi les personnes qui fréquentaient les malades, avec cette circonstance remarquable, que toujours l'extension de la maladie suivait exactement l'ordre même des rapports de ces divers individus entre eux.
En 1816, la commune décide de construire une première école des filles, à l’emplacement de l’actuel cabinet des kinésithérapeutes. La construction de la nouvelle école des garçons débute en 1869. Presque en même temps, débute la construction de la ligne de chemin de fer Haguenau-Bitche-Sarreguemines qui est destinée à désenclaver le pays de Bitche.

#### Annexion par l'Empire allemand (1871-1918)

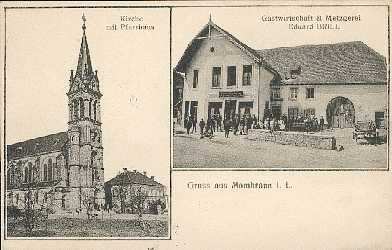
Vue du village durant la période allemande.

Lorsque la guerre éclate en 1870, les soldats du Kaiser s’arrêtent à Montbronn et le village ainsi que toute la Lorraine mosellane deviennent allemands. À la suite de ce changement de nationalité, de nombreux verriers quittent le pays de Bitche pour aller s’installer à Nancy et à l’intérieur de la France. De ce fait, la région perd des artistes comme Daum, Muller et Gallé qui travaillaient avec les cristalleries locales.
Malgré l’appartenance à l'Empire allemand, la population de Montbronn évolue rapidement et elle augmente tellement que l’église de l’époque n’arrive plus à contenir tous les fidèles qui sont estimés à 1 538 personnes.
La nouvelle église a été construite entre 1894 et 1896, et sa bénédiction eut lieu en juin 1897. L’ampleur de cette église néo-romane lui a valu le surnom de « cathédrale du Pays de Bitche ».
Montbronn a été très peu affecté par la guerre de 1914-1918, toutefois, quelques habitants du village ont laissé leur vie sur les champs de bataille.

#### Entre-deux-guerres (1918-1939)
Une nouvelle verrerie fut créée en 1930, la Cristallerie de Montbronn qui tire son origine d’une cristallerie fondée par Joseph Ferstler. Une autre cristallerie apparaît en 1950, la Cristallerie des Vosges du Nord.
À partir de 1930 commence la construction de la ligne Maginot qui amène beaucoup d’étrangers dans la commune. Montbronn déborde d’ouvriers: des spécialistes de la construction, des maçons, des électriciens mais aussi des militaires. Le dépôt de munitions du Nassenwald est construit à l’emplacement de la zone d'activité actuelle. Il a une superficie d’environ 8 hectares et devient une dépendance de la ligne Maginot servant au stockage des explosifs, des munitions et de l’essence. Les militaires aménagent le sentier qui est aujourd’hui la rue du Nassenwald.

#### Seconde guerre mondiale (1939-1945)

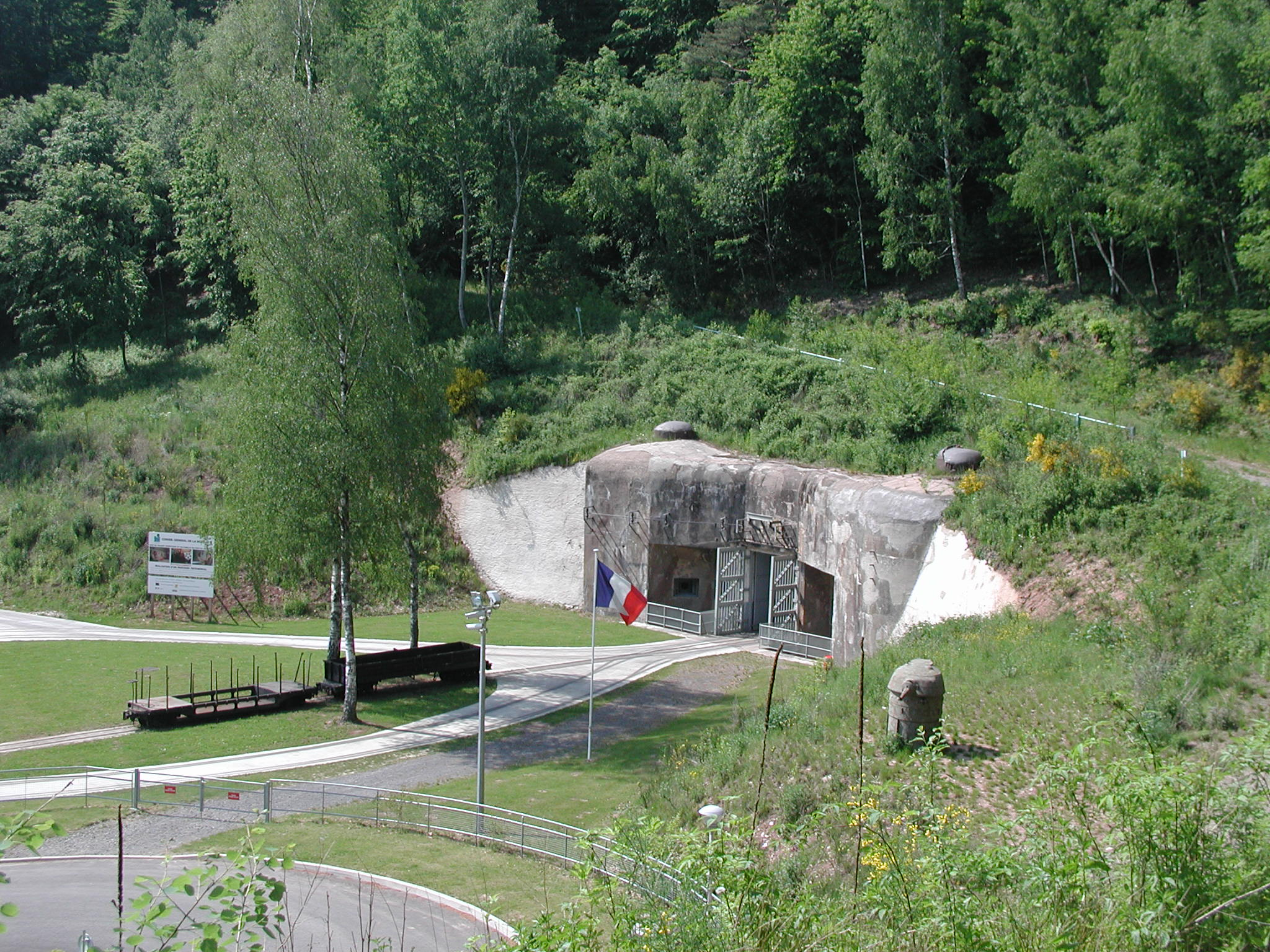
Le Simserhof, ouvrage fortifié de la ligne Maginot à Siersthal.

En 1939, Montbronn compte 1 673 habitants mais il y a souvent 2 000 à 2 000 à 3 000 militaires dans la commune, soit plus de militaires que d’habitants.
La perspective d’une évacuation apparaît dès 1939 à Montbronn et les plus faibles et quelques familles nombreuses sont évacués avec les villages de la première zone. La plupart des «évacués» sont de retour en 1940 et participent à l’évacuation générale du village qui a lieu le 23 mai 1940.
Les Montbronnois sont envoyés dans le département de la Vienne ou en Charente, ils sont accueillis notamment dans les communes de Martaizé, Saint-Clair, Loudun, Saint-Laon, Montcontour et Angliers.
Le 15 septembre 1940, les réfugiés de la Vienne repartent à Montbronn et après plusieurs jours de trajet, ils découvrent leurs maisons vides et pillées. Seuls 17 personnes refusent de rentrer au village et restent dans la Vienne tant que les Allemands ne seront pas vaincus. Mais très vite tout se dégrade, les Allemands occupent le territoire, les francs français sont échangés contre des Reichsmarks à des taux dérisoires, l’usage de la langue française est interdit, les religieuses enseignantes n’ont plus le droit d’enseigner, tout est rationné, Montbronn devient Bergbrunn.
Fin septembre 1944, les enseignants allemands quittent Montbronn et le bombardement du village a lieu le 2 décembre 1944 occasionnant finalement peu de dégâts. La commune est libérée par les troupes américaines le 6 décembre de la même année. Les américains restent à Montbronn jusqu’en mars 1945 et le village fête sa libération le 17 juin 1945.

## Politique et administration

### Situation administrative

Situation de Montbronn (rouge) au sein du canton de Bitche (gris).

Depuis 1802, Montbronn est rattachée à l'arrondissement de Sarreguemines. La commune dépend de la cinquième circonscription de Moselle.
De 1790 à 1802, Montbronn a fait partie de l'éphémère canton de Lemberg du district de Bitche. De cette date à 2014, Montbronn était l'une des 15 communes du canton de Rohrbach-lès-Bitche. Depuis le redécoupage cantonal de 2014, la commune dépend désormais du canton de Bitche (46 communes pour près de 35 000 habitants). Selon le principe de parité, deux conseillers départementaux - une femme, un homme - sont nécessairement issus des suffrages. À la suite des élections départementales des 22 et 29 mars 2015, les représentants auprès du conseil départemental de la Moselle sont Anne Mazuy-Harter (DVD) et David Suck (UDI), ancien vice-président du conseil général.

### Instances judiciaires et administratives
Dans le ressort de la Cour d'appel de Metz, Montbronn relève du tribunal de grande instance, du tribunal d'instance, du tribunal pour enfants et du bureau foncier de Sarreguemines, de la Cour d'Assises de Moselle, du tribunal administratif de Strasbourg et de la cour administrative d'appel de Nancy.
La commune se trouve dans la circonscription de gendarmerie de la communauté de brigades (COB) de Bitche.

### Intercommunalité

Situation de la C.C. du Pays de Bitche (rouge) au sein de la Moselle (gris).

Montbronn fait partie de la communauté de communes du Pays de Bitche (CCPB) qui regroupe en son sein quarante-six communes situées autour de Bitche. Depuis 2009, cette institution est présidée par Francis Vogt, conseiller municipal de Bitche. Les trois délégués de Montbronn pour cette structure intercommunale sont le maire Francis Sidot et les conseillers municipaux Céline Dehlinger et Charles Philipp.
Parmi ses nombreuses compétences, la CCPB gère le gymnase et le plateau sportif du collège de Lemberg, le gymnase et le plateau sportif du collège Kieffer de Bitche, La piscine et la médiathèque Rocca de Bitche, le site du Simserhof au Légeret, le site verrier de Meisenthal, le musée du Sabotier de Soucht, le site du moulin d'Eschviller, la collecte des ordures ménagères, l’entretien des cours d’eau et le développement touristique. Le siège administratif et les bureaux de la CCPB se situent à Bitche, au 4 rue du Général Stuhl.

### Tendances politiques et résultats

#### Élections présidentielles
Lors du second tour de l'élection présidentielle de 2002, Jacques Chirac, RPR, élu, avait obtenu à Montbronn 72,32 % des suffrages et Jean-Marie Le Pen, FN, 27,68 % des suffrages ; le taux de participation était de 93,88 %.
Cinq ans plus tard, lors du second tour de l'élection présidentielle de 2007, Nicolas Sarkozy, UMP, élu, avait obtenu à Montbronn 58,9 % des suffrages et Ségolène Royal, PS, 41,1 % des suffrages ; le taux de participation était de 84,33 %.
Cinq ans plus tard, lors du second tour de l'élection présidentielle de 2012, François Hollande, PS, élu, avait recueilli 39,38 % des suffrages et Nicolas Sarkozy, UMP, 60,62 % des suffrages ; le taux de participation était de 82,31 %.
| Résultats détaillés de l'élection présidentielle de 2002 | Résultats détaillés de l'élection présidentielle de 2002 | Résultats détaillés de l'élection présidentielle de 2002 | Résultats détaillés de l'élection présidentielle de 2002 | Résultats détaillés de l'élection présidentielle de 2002 | Résultats détaillés de l'élection présidentielle de 2002 |
| Candidat                                                 | Candidat                                                 | Premier tour                                             | Premier tour                                             | Second tour                                              | Second tour                                              |
| Candidat                                                 | Candidat                                                 | Voix                                                     | %                                                        | Voix                                                     | %                                                        |
| -------------------------------------------------------- | -------------------------------------------------------- | -------------------------------------------------------- | -------------------------------------------------------- | -------------------------------------------------------- | -------------------------------------------------------- |
|                                                          | Jean-Marie Le Pen (FN)                                   | 253                                                      | 30,15                                                    | 276                                                      | 27,68                                                    |
|                                                          | Jacques Chirac (RPR)                                     | 168                                                      | 20,02                                                    | 721                                                      | 72,32                                                    |
|                                                          | Lionel Jospin (PS)                                       | 106                                                      | 12,63                                                    |                                                          |                                                          |
|                                                          | Olivier Besancenot (LCR)                                 | 51                                                       | 6,08                                                     |                                                          |                                                          |
|                                                          | François Bayrou (UDF)                                    | 46                                                       | 5,48                                                     |                                                          |                                                          |
|                                                          | Arlette Laguiller (LO)                                   | 42                                                       | 5,01                                                     |                                                          |                                                          |
|                                                          | Alain Madelin (DL)                                       | 30                                                       | 3,58                                                     |                                                          |                                                          |
|                                                          | Noël Mamère (LV)                                         | 28                                                       | 3,34                                                     |                                                          |                                                          |
|                                                          | Jean-Pierre Chevènement (MVC)                            | 26                                                       | 3,10                                                     |                                                          |                                                          |
|                                                          | Bruno Mégret (MNR)                                       | 22                                                       | 2,62                                                     |                                                          |                                                          |
|                                                          | Christine Boutin (FRS)                                   | 16                                                       | 1,91                                                     |                                                          |                                                          |
|                                                          | Robert Hue (PCF)                                         | 13                                                       | 1,55                                                     |                                                          |                                                          |
|                                                          | Corinne Lepage (Cap21)                                   | 11                                                       | 1,31                                                     |                                                          |                                                          |
|                                                          | Daniel Gluckstein (PT)                                   | 11                                                       | 1,31                                                     |                                                          |                                                          |
|                                                          | Jean Saint-Josse (CPNT)                                  | 11                                                       | 1,31                                                     |                                                          |                                                          |
|                                                          | Christiane Taubira (PRG)                                 | 5                                                        | 0,60                                                     |                                                          |                                                          |
|                                                          |                                                          |                                                          |                                                          |                                                          |                                                          |
| Inscrits                                                 | Inscrits                                                 | 1 321                                                    | 100,00                                                   | 1 320                                                    | 100,00                                                   |
| Abstentions                                              | Abstentions                                              | 433                                                      | 32,78                                                    | 258                                                      | 19,55                                                    |
| Votants                                                  | Votants                                                  | 888                                                      | 67,22                                                    | 1 062                                                    | 80,45                                                    |
| Blancs et nuls                                           | Blancs et nuls                                           | 49                                                       | 5,52                                                     | 65                                                       | 6,12                                                     |
| Exprimés                                                 | Exprimés                                                 | 839                                                      | 94,48                                                    | 997                                                      | 93,88                                                    |

| Résultats détaillés de l'élection présidentielle de 2007 | Résultats détaillés de l'élection présidentielle de 2007 | Résultats détaillés de l'élection présidentielle de 2007 | Résultats détaillés de l'élection présidentielle de 2007 | Résultats détaillés de l'élection présidentielle de 2007 | Résultats détaillés de l'élection présidentielle de 2007 |
| Candidat                                                 | Candidat                                                 | Premier tour                                             | Premier tour                                             | Second tour                                              | Second tour                                              |
| Candidat                                                 | Candidat                                                 | Voix                                                     | %                                                        | Voix                                                     | %                                                        |
| -------------------------------------------------------- | -------------------------------------------------------- | -------------------------------------------------------- | -------------------------------------------------------- | -------------------------------------------------------- | -------------------------------------------------------- |
|                                                          | Nicolas Sarkozy (UMP)                                    | 327                                                      | 29,73                                                    | 629                                                      | 58,90                                                    |
|                                                          | Jean-Marie Le Pen (FN)                                   | 223                                                      | 20,27                                                    |                                                          |                                                          |
|                                                          | François Bayrou (UDF)                                    | 208                                                      | 18,91                                                    |                                                          |                                                          |
|                                                          | Ségolène Royal (PS)                                      | 178                                                      | 16,18                                                    | 439                                                      | 41,10                                                    |
|                                                          | Olivier Besancenot (LCR)                                 | 58                                                       | 5,27                                                     |                                                          |                                                          |
|                                                          | Arlette Laguiller (LO)                                   | 34                                                       | 3,09                                                     |                                                          |                                                          |
|                                                          | Dominique Voynet (LV)                                    | 26                                                       | 2,36                                                     |                                                          |                                                          |
|                                                          | Philippe de Villiers (MPF)                               | 26                                                       | 2,36                                                     |                                                          |                                                          |
|                                                          | José Bové (SE)                                           | 11                                                       | 1,00                                                     |                                                          |                                                          |
|                                                          | Marie-George Buffet (DVG)                                | 4                                                        | 0,36                                                     |                                                          |                                                          |
|                                                          | Frédéric Nihous (CPNT)                                   | 3                                                        | 0,27                                                     |                                                          |                                                          |
|                                                          | Gérard Schivardi (DVG)                                   | 2                                                        | 0,18                                                     |                                                          |                                                          |
|                                                          |                                                          |                                                          |                                                          |                                                          |                                                          |
| Inscrits                                                 | Inscrits                                                 | 1 328                                                    | 100,00                                                   | 1 327                                                    | 100,00                                                   |
| Abstentions                                              | Abstentions                                              | 205                                                      | 15,44                                                    | 208                                                      | 15,67                                                    |
| Votants                                                  | Votants                                                  | 1 123                                                    | 84,56                                                    | 1 119                                                    | 84,33                                                    |
| Blancs et nuls                                           | Blancs et nuls                                           | 23                                                       | 2,05                                                     | 51                                                       | 4,56                                                     |
| Exprimés                                                 | Exprimés                                                 | 1 100                                                    | 97,95                                                    | 1 068                                                    | 95,44                                                    |

| Résultats détaillés de l'élection présidentielle de 2012 | Résultats détaillés de l'élection présidentielle de 2012 | Résultats détaillés de l'élection présidentielle de 2012 | Résultats détaillés de l'élection présidentielle de 2012 | Résultats détaillés de l'élection présidentielle de 2012 | Résultats détaillés de l'élection présidentielle de 2012 |
| Candidat                                                 | Candidat                                                 | Premier tour                                             | Premier tour                                             | Second tour                                              | Second tour                                              |
| Candidat                                                 | Candidat                                                 | Voix                                                     | %                                                        | Voix                                                     | %                                                        |
| -------------------------------------------------------- | -------------------------------------------------------- | -------------------------------------------------------- | -------------------------------------------------------- | -------------------------------------------------------- | -------------------------------------------------------- |
|                                                          | Nicolas Sarkozy (UMP)                                    | 308                                                      | 29,42                                                    | 608                                                      | 60,62                                                    |
|                                                          | Marine Le Pen (FN)                                       | 277                                                      | 26,46                                                    |                                                          |                                                          |
|                                                          | François Hollande (PS)                                   | 201                                                      | 19,20                                                    | 395                                                      | 39,38                                                    |
|                                                          | François Bayrou (MoDem)                                  | 110                                                      | 10,51                                                    |                                                          |                                                          |
|                                                          | Jean-Luc Mélenchon (FG)                                  | 70                                                       | 6,69                                                     |                                                          |                                                          |
|                                                          | Nicolas Dupont-Aignan (DLR)                              | 33                                                       | 3,15                                                     |                                                          |                                                          |
|                                                          | Eva Joly (EÉLV)                                          | 23                                                       | 2,20                                                     |                                                          |                                                          |
|                                                          | Philippe Poutou (NPA)                                    | 17                                                       | 1,62                                                     |                                                          |                                                          |
|                                                          | Nathalie Arthaud (LO)                                    | 7                                                        | 0,67                                                     |                                                          |                                                          |
|                                                          | Jacques Cheminade (SP)                                   | 1                                                        | 0,10                                                     |                                                          |                                                          |
|                                                          |                                                          |                                                          |                                                          |                                                          |                                                          |
| Inscrits                                                 | Inscrits                                                 | 1 289                                                    | 100,00                                                   | 1 289                                                    | 100,00                                                   |
| Abstentions                                              | Abstentions                                              | 216                                                      | 16,76                                                    | 228                                                      | 17,69                                                    |
| Votants                                                  | Votants                                                  | 1 073                                                    | 83,24                                                    | 1 061                                                    | 82,31                                                    |
| Blancs et nuls                                           | Blancs et nuls                                           | 26                                                       | 2,42                                                     | 58                                                       | 5,47                                                     |
| Exprimés                                                 | Exprimés                                                 | 1 047                                                    | 97,58                                                    | 1 003                                                    | 94,53                                                    |

#### Élections municipales les plus récentes
Le nombre d'habitants étant compris entre 1 500 et 2 500, le nombre de membres du conseil municipal est de 19. Lors des élections municipales de 2008, les 19 conseillers municipaux (quinze hommes, quatre femmes) ont été élus dès le premier tour à l'exception de Christine Denis, élue au deuxième tour; le taux de participation était de 86,03 % au premier tour et de 35,99 % au second. Le maire sortant, Francis Sidot est confirmé dans sa fonction.
Lors des élections municipales de 2014, deux listes concurrentes se sont présentées. Une liste, intitulée « Unis pour réussir », conduite par Francis Sidot, maire depuis 1977 et une autre, conduite par Charles Philipp, intitulée « Montbronn c'est vous ! ». Les 19 conseillers municipaux (10 hommes, 9 femmes) ont été élus dès le premier tour ; le taux de participation était de 82,08 %. Le maire sortant, Francis Sidot est confirmé dans sa fonction. Sa liste remporte les trois sièges du village au conseil communautaire ainsi que 15 sièges sur les 19 au conseil municipal; les quatre sièges restants étant attribués à la liste de Charles Philipp.

### Liste des maires
| Période                                  | Période      | Identité      | Étiquette | Qualité |
| ---------------------------------------- | ------------ | ------------- | --------- | ------- |
| Les données manquantes sont à compléter. |              |               |           |         |
| mars 1977                                | juillet 2020 | Francis Sidot | SE        | NC      |
| juillet 2020                             | En cours     | Manuel Mayer  | NC        | NC      |

### Finances locales
Montbronn appartient à la strate des communes ayant une population comprise entre 500  et   2 000 habitants.
Le tableau ci-dessous présente l'évolution de la capacité d'autofinancement, un des indicateurs des finances locales de Montbronn sur la période de 2005 à 2015 :
|                      | 2005 | 2006 | 2007 | 2008 | 2009 | 2010 | 2011 | 2012 | 2013 | 2014 | 2015 |
| -------------------- | ---- | ---- | ---- | ---- | ---- | ---- | ---- | ---- | ---- | ---- | ---- |
| Montbronn            | 274  | 248  | 243  | 254  | 239  | 215  | 236  | 231  | 271  | 232  | 252  |
| Moyenne de la strate | 142  | 151  | 152  | 151  | 147  | 150  | 168  | 168  | 156  | 149  | 149  |

Depuis 2005, la capacité d'autofinancement de la commune est très largement supérieure à la moyenne de la strate. De 2005 à 2015, le fonds de roulement, est régulièrement inférieur à la moyenne de la strate.
Le montant de la taxe d'habitation, indicateur de fiscalité directe, s'établit en 2015 à 852 €/habitant, contre 1 100 € en moyenne pour les communes de même importance. Cette hiérarchie est stable sur les cinq années précédentes.

#### Budget et fiscalité 2023
En 2023, le budget de la commune était constitué ainsi :
- total des produits de fonctionnement : 1 096 000 €, soit 668 € par habitant ;
- total des charges de fonctionnement : 806 000 €, soit 491 € par habitant ;
- total des ressources d'investissement : 890 000 €, soit 542 € par habitant ;
- total des emplois d'investissement : 1 497 000 €, soit 912 € par habitant ;
- endettement : 1 066 000 €, soit 650 € par habitant.

Avec les taux de fiscalité suivants :
- taxe d'habitation : 11,43 % ;
- taxe foncière sur les propriétés bâties : 26,84 % ;
- taxe foncière sur les propriétés non bâties : 67,17 % ;
- taxe additionnelle à la taxe foncière sur les propriétés non bâties : 0,00 % ;
- cotisation foncière des entreprises : 0,00 %.

### Rattachements géographiques
- 925-1736 :  Saint-Empire romain germanique
  - 925-959 :  Lotharingie
  - 959-XIIe :  duché de Haute-Lotharingie puis de Lorraine et  seigneurie de Bitche
  - XIIe-1324 :  seigneurie de Lichtenberg
  - 1324-1452 :  comté de la Petite-Pierre et  seigneurie de Montbronn
  - 1452-1623 :  Palatinat du Rhin et  seigneurie de Montbronn
  - 1623-1629 :  duché de Lorraine
  - 1629-1702 :  principauté de Phalsbourg et Lixheim
  - 1702-1736 :  duché de Lorraine, bailliage d'Allemagne et prévôté de Lixheim
- 1736-1766 :  duché de Lorraine
  - 1736-1751 : Bailliage d'Allemagne et prévôté de Lixheim
  - 1751-1766 : Bailliage de Lixheim
- 1766-1791 :   Royaume de France,  Grand-gouvernement de Lorraine-et-Barrois et bailliage de Lixheim
- 1791-1871 :  France
  - 1790-1795 :  département de la Moselle, district de Bitche et canton de Lemberg
  - 1795-1802 :  département de la Moselle, arrondissement de Sarreguemines et canton de Lemberg
  - 1802-1871 :  département de la Moselle, arrondissement de Sarreguemines et canton de Rohrbach-lès-Bitche
- 1871–1918 :  Empire allemand,  Alsace-Lorraine,  District de Lorraine et Arrondissement de Sarreguemines
- 1918–1940 :  République française,  département de la Moselle, arrondissement de Sarreguemines et canton de Rohrbach-lès-Bitche
- 1940–1945 :  Allemagne nazie,  Gau Westmark,  CdZ-Gebiet Lothringen et Arrondissement de Sarreguemines
- depuis 1945 :  République française
  - 1945-2015 :  région Lorraine,  département de la Moselle, arrondissement de Sarreguemines et canton de Rohrbach-lès-Bitche
  - depuis 2016 :  région Grand Est,  département de la Moselle, arrondissement de Sarreguemines et canton de Bitche

## Population et société

### Démographie

#### Évolution démographique
L'évolution du nombre d'habitants est connue à travers les recensements de la population effectués dans la commune depuis 1793. Pour les communes de moins de 10 000 habitants, une enquête de recensement portant sur toute la population est réalisée tous les cinq ans, les populations de référence des années intermédiaires étant quant à elles estimées par interpolation ou extrapolation. Pour la commune, le premier recensement exhaustif entrant dans le cadre du nouveau dispositif a été réalisé en 2008.

En 2022, la commune comptait 1 583 habitants, en évolution de −2,94 % par rapport à 2016 (Moselle : +0,52 %, France hors Mayotte : +2,11 %).
| 1793 | 1800 | 1806  | 1821  | 1836  | 1841  | 1861  | 1866  | 1871  |
| ---- | ---- | ----- | ----- | ----- | ----- | ----- | ----- | ----- |
| 960  | 959  | 1 323 | 1 500 | 1 595 | 1 711 | 1 739 | 1 708 | 1 618 |

| 1875  | 1880  | 1885  | 1890  | 1895  | 1900  | 1905  | 1910  | 1921  |
| ----- | ----- | ----- | ----- | ----- | ----- | ----- | ----- | ----- |
| 1 533 | 1 430 | 1 486 | 1 538 | 1 612 | 1 623 | 1 742 | 1 757 | 1 652 |

| 1926  | 1931  | 1936  | 1946  | 1954  | 1962  | 1968  | 1975  | 1982  |
| ----- | ----- | ----- | ----- | ----- | ----- | ----- | ----- | ----- |
| 1 657 | 1 643 | 1 673 | 1 627 | 1 540 | 1 649 | 1 755 | 1 791 | 1 743 |

| 1990  | 1999  | 2006  | 2008  | 2013  | 2018  | 2022  | - | - |
| ----- | ----- | ----- | ----- | ----- | ----- | ----- | - | - |
| 1 698 | 1 668 | 1 671 | 1 672 | 1 653 | 1 629 | 1 583 | - | - |

La commune a connu une hausse très importante de sa population entre 1800 et 1850 puisque le nombre d’habitants passe de 959 à 1 797 personnes en 50 ans. C’est en 1850 que la commune accueille le plus grand nombre d’habitants. Après cette date, la population a tendance à baisser jusqu’en 1950. En 1962, Montbronn ne possède plus que 1 650 habitants.
La commune renoue avec une croissance importante jusqu’en 1975 (+141 habitants). Une nouvelle chute s’amorce à partir de 1975 qui dure jusqu’en 1999.
Au recensement général de la population de 2008, la commune comprenait 1 672 habitants, ce qui traduit une stagnation, et donc l’arrêt de la baisse démographique des trois décennies passées.
La densité de la commune est plutôt forte, de 110 habitants au km2, chiffre nettement supérieur à celui de la densité du canton de Bitche (59 habitants au km2) mais relativement proche de celui de l’arrondissement de Sarreguemines dont Montbronn fait partie (126 habitants au km2). Cependant la densité de Montbronn est inférieure à celle du département de la Moselle (168 habitants au km2).

#### Pyramide des âges
La population de la commune est relativement âgée.
En 2018, le taux de personnes d'un âge inférieur à 30 ans s'élève à 26,7 %, soit en dessous de la moyenne départementale (33,6 %). À l'inverse, le taux de personnes d'âge supérieur à 60 ans est de 33,1 % la même année, alors qu'il est de 26,2 % au niveau départemental.
En 2018, la commune comptait 801 hommes pour 828 femmes, soit un taux de 50,83 % de femmes, légèrement inférieur au taux départemental (51,08 %).
Les pyramides des âges de la commune et du département s'établissent comme suit.
| Hommes | Classe d’âge | Femmes |
| ------ | ------------ | ------ |
| 0,7    | 90 ou +      | 2,4    |
| 9,9    | 75-89 ans    | 15,7   |
| 18,7   | 60-74 ans    | 18,6   |
| 25,0   | 45-59 ans    | 22,8   |
| 17,9   | 30-44 ans    | 14,9   |
| 13,1   | 15-29 ans    | 12,9   |
| 14,7   | 0-14 ans     | 12,7   |

| Hommes | Classe d’âge | Femmes |
| ------ | ------------ | ------ |
| 0,6    | 90 ou +      | 1,5    |
| 6,8    | 75-89 ans    | 9,5    |
| 17,2   | 60-74 ans    | 18,4   |
| 20,9   | 45-59 ans    | 20,5   |
| 19,5   | 30-44 ans    | 18,6   |
| 17,7   | 15-29 ans    | 15,7   |
| 17,4   | 0-14 ans     | 15,8   |

En conclusion sur les variations naturelles, migratoires et globales, le constat pour Montbronn est le suivant :
De 1962 à 1999, le taux de natalité a fortement chuté et le taux de mortalité s’est globalement maintenu. Le solde naturel est en baisse depuis les années 1960, alors que le solde migratoire a connu une forte baisse depuis la même période avec un pic important entre 1975 et 1982. Depuis, les habitants quittent moins la commune mais le solde reste toujours négatif.

### Enseignement
La commune de Montbronn est rattachée à l'académie de Nancy-Metz. Depuis le redécoupage des régions françaises de 2015, cette académie fait partie de la zone B pour son calendrier de vacances scolaires. Avant, elle faisait partie de la zone A,.
Le village dispose de deux écoles, une école maternelle (2 classes pour 3 niveaux), et une école primaire (3 classes pour 5 niveaux depuis les pertes successives de la 5e classe en 2010 et de la 4e classe en 2019). Autrefois, ces deux écoles étaient respectivement une école des filles et une école des garçons, où, comme leurs noms l'indiquent, les filles et les garçons étaient séparés.
Les élèves vont ensuite au collège La Paraison de Lemberg. Pour poursuivre leurs études en lycée, les jeunes Montbronnois se rendent principalement à Bitche ou à Sarreguemines.

### Vie culturelle et sportive

#### Équipements culturels et sportifs
- Scolarité : Les équipements scolaires assurent l’enseignement public du premier degré à la population enfantine de Montbronn. Ils regroupent une école maternelle de 2 classes et une école primaire de 4 classes.
- Sport et culture : La commune est dotée de nombreuses associations socio-culturelles et sportives. Pour accueillir ses associations, la commune dispose d’équipements sportifs comme plusieurs terrains de foot et de tennis, un parcours de santé, un skate park, une salle polyvalente, ainsi qu’un terrain de moto-cross. Notons que ce dernier est installé sur le ban de Rahling, au lieu-dit Neumatt, tout comme le stade[91].

#### Vie associative
La liste des associations culturelles et sportives de Montbronn dénote le dynamisme important de la commune, on en dénombre une quinzaine. Elles représentent principalement les domaines suivants :
- Culturels : Foyer des jeunes, Chorale St-Georges, Club d’épargne, Amicale du 3e Âge, Association culturelle de Montbronn, « Le lièvre et la tortue »
- Sportifs : Société de pêche, Association sportive de Montbronn (ASM), Gymnastique volontaire, Moto-club, Tennis-club, Amis de la marche, Aqua-club, Société de danse
- Autres : Sapeurs-Pompiers, Section locale des ACVG, Syndicat Arboricole et Horticole, Cosmic animation[91]...

### Santé
Les soins sur place sont assurés en 2016 par plusieurs praticiens dont deux médecins généralistes, assistés d'une pharmacie et d'auxiliaires médicaux.
Quant aux hôpitaux, ils sont situés à Bitche - Centre hospitalier Saint Joseph (86 places), Sarreguemines - Centre hospitalier Robert-Pax (246 places), Saverne - Centre hospitalier Sainte Catherine (391 places), Haguenau - Centre hospitalier (432 places) et Strasbourg - Hôpital civil (1 088 places) et Hôpital de Hautepierre (1 018 places).
Montbronn dispose aussi sur son territoire communal d'un EHPAD (Maison de retraite Les Sources). L'établissement, qui peut accueillir jusqu'à 64 résidents, a ouvert ses portes le 1er mars 2016 et emploie aujourd'hui 43 personnes. Enfin, le village dispose d'un centre d'incendie et secours (secteur de Rohrbach-lès-Bitche), fusionné depuis 2007 avec celui de la commune voisine d'Enchenberg. À l'occasion de la fusion, une nouvelle caserne a été érigée à la sortie de Montbronn en juillet 2007. En 2009, ce sont près de 480 interventions qui ont été réalisées par les 35 sapeurs-pompiers de ce centre au profit des populations du Pays du Verre et du Cristal.

### Médias

Le logo du Républicain lorrain.

Le Républicain lorrain est un quotidien régional d’information dont le siège social se situe à Metz. Dans son édition de Sarreguemines-Bitche, il consacre régulièrement des articles à l’actualité communale.
Dans le domaine des médias audiovisuels, trois chaînes de télévision sont accessibles aux habitants de Montbronn et relaient les informations locales : France 3 Lorraine, Mosaïk et TV Cristal. Parmi les nombreuses stations de radio disponibles, on peut citer Radio Studio 1 et Radio Mélodie, basées respectivement à Bitche et à Sarreguemines, ainsi que Radio Salü, radio de langue allemande basée à Sarrebruck.

## Économie

### Revenus et fiscalité
En 2013, les habitants de Montbronn déclarent des revenus annuels de 1 824 € par mois pour un foyer fiscal moyen, soit 21 888 € par an et par foyer, ce qui place la commune au 21 718e rang parmi les 31 886 communes de plus de 49 ménages en métropole.
Chiffres clés Revenus et pauvreté des ménages en 2021 : médiane en 2021 du revenu disponible, par unité de consommation : 22 890 €.

### Emploi
Les deux tableaux ci-dessous présentent les chiffres-clés de l'emploi à Montbronn et leur évolution de 1999 à 2013 :
|                               | année 1999 | année 2007 | année 2013 |
| ----------------------------- | ---------- | ---------- | ---------- |
| Population de 15 à 64 ans     | 1 055      | 1 060      | 1 059      |
| Actifs (en %)                 | 65,0       | 69,8       | 73,4       |
| dont :                        |            |            |            |
| Actifs ayant un emploi (en %) | 58,4       | 65,7       | 65,8       |
| Chômeurs (en %)               | 6,2        | 4,2        | 7,6        |

|                                      | année 1999 | année 2007 | année 2012 |
| ------------------------------------ | ---------- | ---------- | ---------- |
| Nombre d'emplois dans la zone        | 247        | 228        | 260        |
| Indicateur de concentration d'emploi | 40,0       | 32,5       | 37,1       |

Parmi les 1 668 habitants de la commune en 1999, 618 personnes sont actives, soit 37 % de la population globale. Parmi ces 618 personnes, on retrouve 401 hommes et 217 femmes. Le nombre d'emplois a augmenté de +5,1 % depuis 1990. Cette hausse est due à l’augmentation des emplois chez les femmes : +17,9 % sur cette période alors que les hommes ont perdu -0,7 % d’emploi.
La présence d’activités sur le territoire de la commune offre quelques débouchés en matière d’emploi à la population locale : en 1999, 104 personnes travaillent à Montbronn soit 16,83 % des actifs. Ce chiffre montre que les habitants ont pour la plupart dû aller chercher du travail en dehors du village. Le taux d’activité de Montbronn (50,2 %) est inférieur à celui des niveaux supérieurs. Dans la commune, le taux d’activité des femmes est encore faible (38 %), et reste inférieur lui aussi à celui des autres niveaux.

### Les activités économiques
Le tableau ci-dessous détaille le nombre d'entreprises implantées à Montbronn en 2014, selon leur secteur d'activité et le nombre de leurs salariés :
|                                                              | Total | %     | 0 salarié | 1 à 9 salariés | 10 à 19 salariés | 20 à 49 salariés | 50 salariés ou plus |
| ------------------------------------------------------------ | ----- | ----- | --------- | -------------- | ---------------- | ---------------- | ------------------- |
| Ensemble                                                     | 125   | 100,0 | 91        | 29             | 3                | 2                | 0                   |
| Agriculture, sylviculture et pêche                           | 8     | 6,4   | 8         | 0              | 0                | 0                | 0                   |
| Industrie                                                    | 14    | 11,2  | 6         | 5              | 2                | 1                | 0                   |
| Construction                                                 | 11    | 8,8   | 8         | 3              | 0                | 0                | 0                   |
| Commerce, transports, services divers                        | 72    | 57,6  | 54        | 16             | 1                | 1                | 0                   |
| dont commerce et réparation automobile                       | 22    | 17,6  | 16        | 5              | 1                | 0                | 0                   |
| Administration publique, enseignement, santé, action sociale | 20    | 16,0  | 15        | 5              | 0                | 0                | 0                   |
| Champ : ensemble des activités.                              |       |       |           |                |                  |                  |                     |

#### Les entreprises
- Les cristalleries : La commune compte quatre cristalleries installées au centre du bourg : la Cristallerie de Montbronn, la Cristallerie Ferstler & Fischer, la Cristallerie des Vosges du Nord et la Cristallerie de Paris. Elles vendent peu sur place mais exportent beaucoup à l’étranger.
- Les scieries : Montbronn regroupe deux scieries localisées, l’une dans la zone d’activité en dehors de la zone urbaine et l’autre rue du stade à l’entrée sud-ouest du bourg, le long de la RD83.
- Les entreprises du bâtiment et de la construction : Plusieurs entreprises ont un rapport avec le bâtiment dans la commune; on trouve notamment, une entreprise de construction rue des Verriers, deux entreprises de serrurerie situées rue Jeanne d’Arc et dans la zone artisanale, une entreprise de couverture, sanitaire et chauffage, dans la rue des Verriers et un architecte, place du Général de Gaulle.
- Les autres entreprises : Mis à part les entreprises de construction, les scieries et les cristalleries, Montbronn accueille trois entreprises dans un autre domaine, deux garages automobile, rue de Bitche et rue du Stade, les pompes funèbres, rue des Prés et les transports Philipp, rue du Stade; avec un parking comprenant de nombreux camions et remorques[106].

#### Les services et commerces de proximité
Montbronn compte encore plusieurs commerces de proximité qui facilitent la vie des Montbronnois. L’arrivée du petit supermarché ne semble pas avoir fait de tort aux petits commerces, si ce n’est que l’agence bancaire a quitté le centre ancien pour rejoindre le supermarché, à la sortie est du village. Les commerces et services ne sont pas regroupés autour d’un pôle central mais ils sont éparpillés dans tout le centre urbain. Cette particularité de Montbronn est sûrement due à la morphologie étalée de la commune. Ces activités économiques participent à l’amélioration du cadre de vie des habitants de la commune avec l’existence des services de proximité. On recense :
- Une agence bancaire, rue de Bitche, autrefois rue Centrale
- Un bar à ambiance, place du Général de Gaulle
- Une boulangerie, rue de la Vallée
- Un cabinet médical, rue de l'Église
- Un cabinet d'infirmiers, rue Notre-Dame, autrefois rue des Prés
- Deux cafés-restaurants, rue du Stade et rue des Alliés
- Deux kinésithérapeutes, rue Notre-Dame
- Un magasin de vêtements, rue de Bitche
- Une maison de retraite, rue Notre-Dame
- Une maison médicale, rue Notre-Dame
- Une pharmacie, rue Notre-Dame, autrefois rue de l'Église
- Une pizzeria, rue de Bitche
- Deux salons de coiffure, rue Jeanne-d'Arc et rue du Nassenwald
- Un supermarché, rue de Bitche, fermé en 2016
- Un tabac-presse, rue Centrale
- Autrefois : des bars, une boucherie, un bureau de poste, un cinéma, une supérette[107]...

#### Les activités agricoles
Les exploitations agricoles ne sont pas nombreuses dans la commune : en 2006, on en recense trois. Elles sont situées en dehors du bourg, au milieu des champs pour deux d’entre elles et la dernière est rue du Nassenwald. Ces exploitations agricoles accueillent surtout des vaches et quelques moutons.

## Culture locale et patrimoine
La qualité du patrimoine de Montbronn réside surtout dans les maisons privées, beaucoup d’entre elles présentant un intérêt de par leur volumétrie, leur style architectural très marqué et les matériaux employés. C’est le cas notamment de la maison Saladin rue des Alliés ou de certaines maisons de la rue Jeanne d’Arc. Certaines d’entre elles sont ornées de décors sur leur façade: on observe des oculi de formes différentes comme des cercles, des cœurs, des rosaces, mais aussi des linteaux de portes sculptés avec les dates de construction des maisons ou représentant des personnages.

### Lieux et monuments

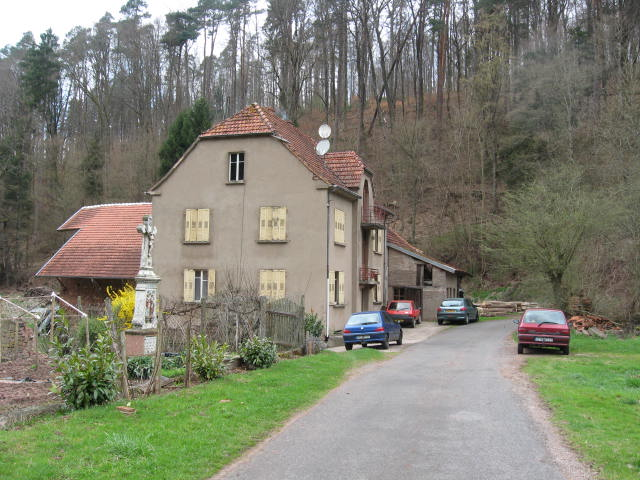
L'ancien moulin de Montbronn.
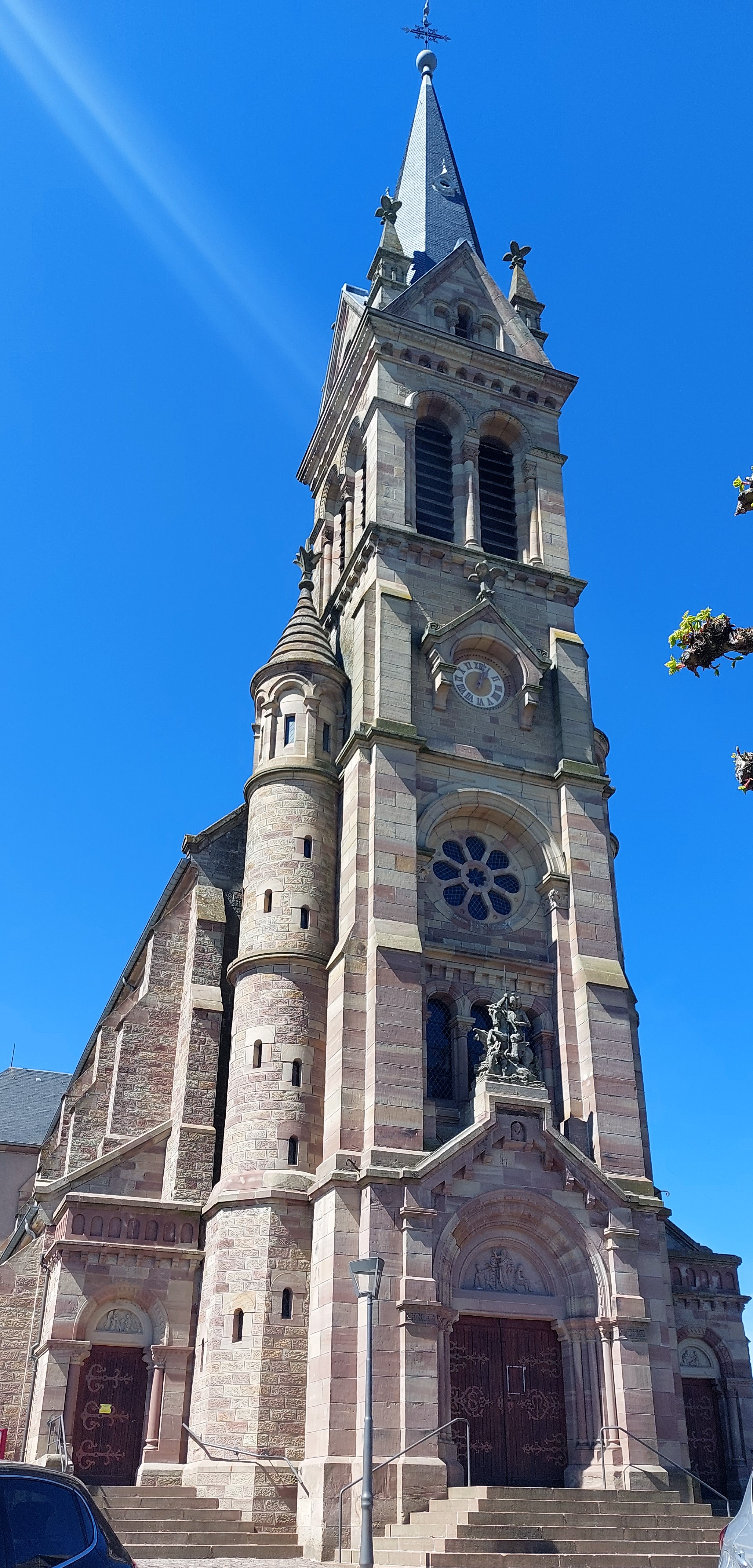
Église Saint-Georges cathédrale du Bitcherland.
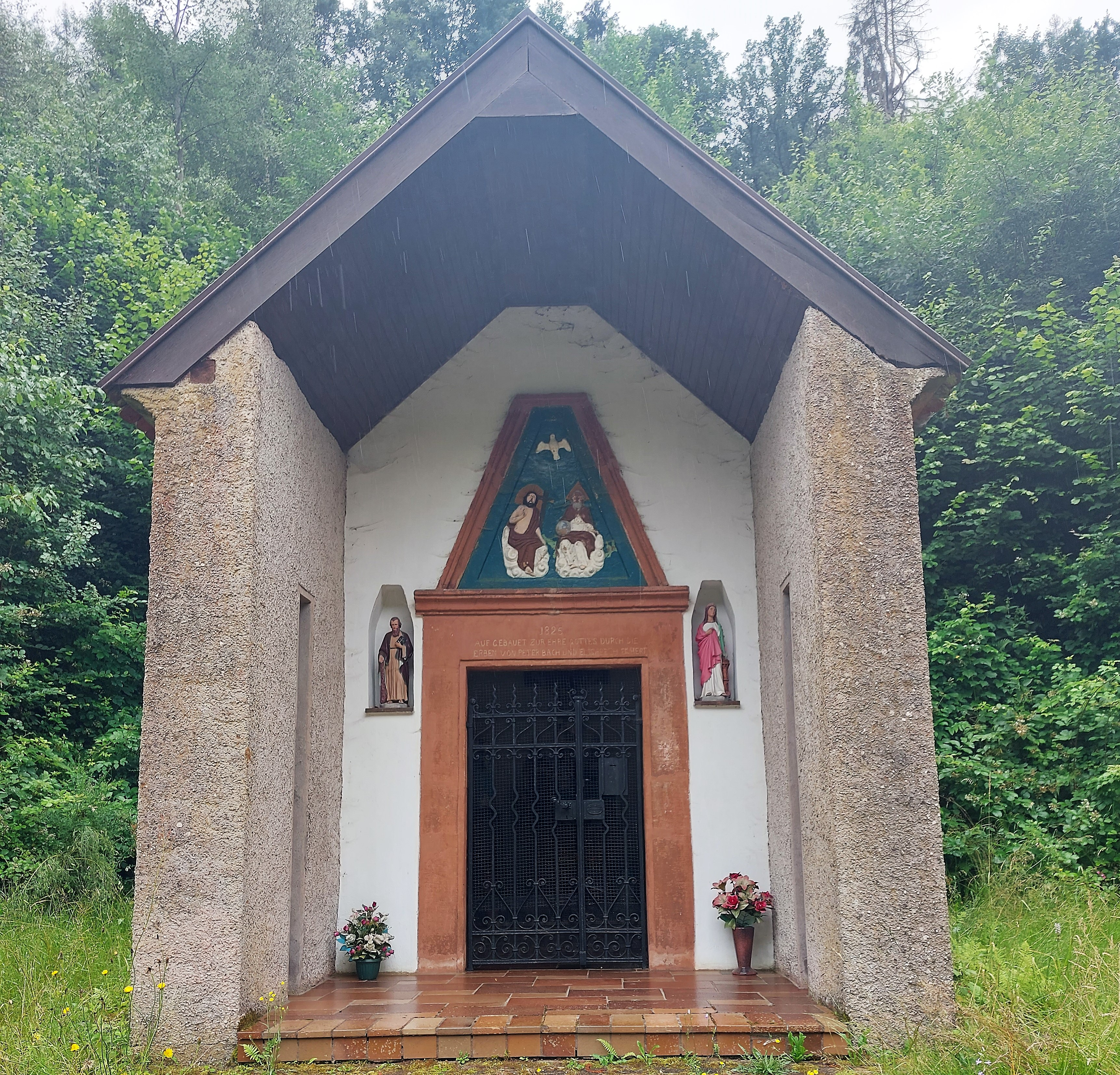
Chapelle du moulin.
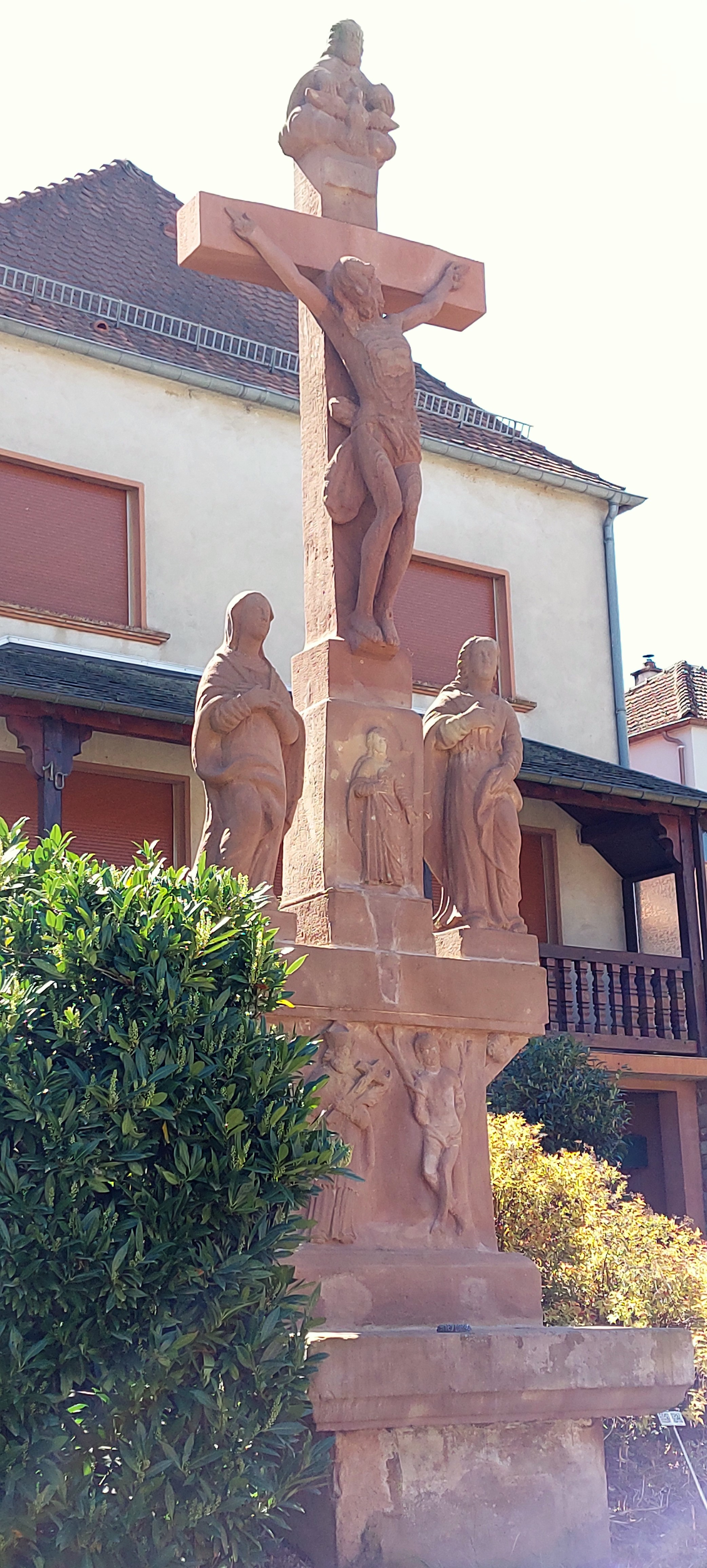
Calvaire place du Charles de Gaulle.
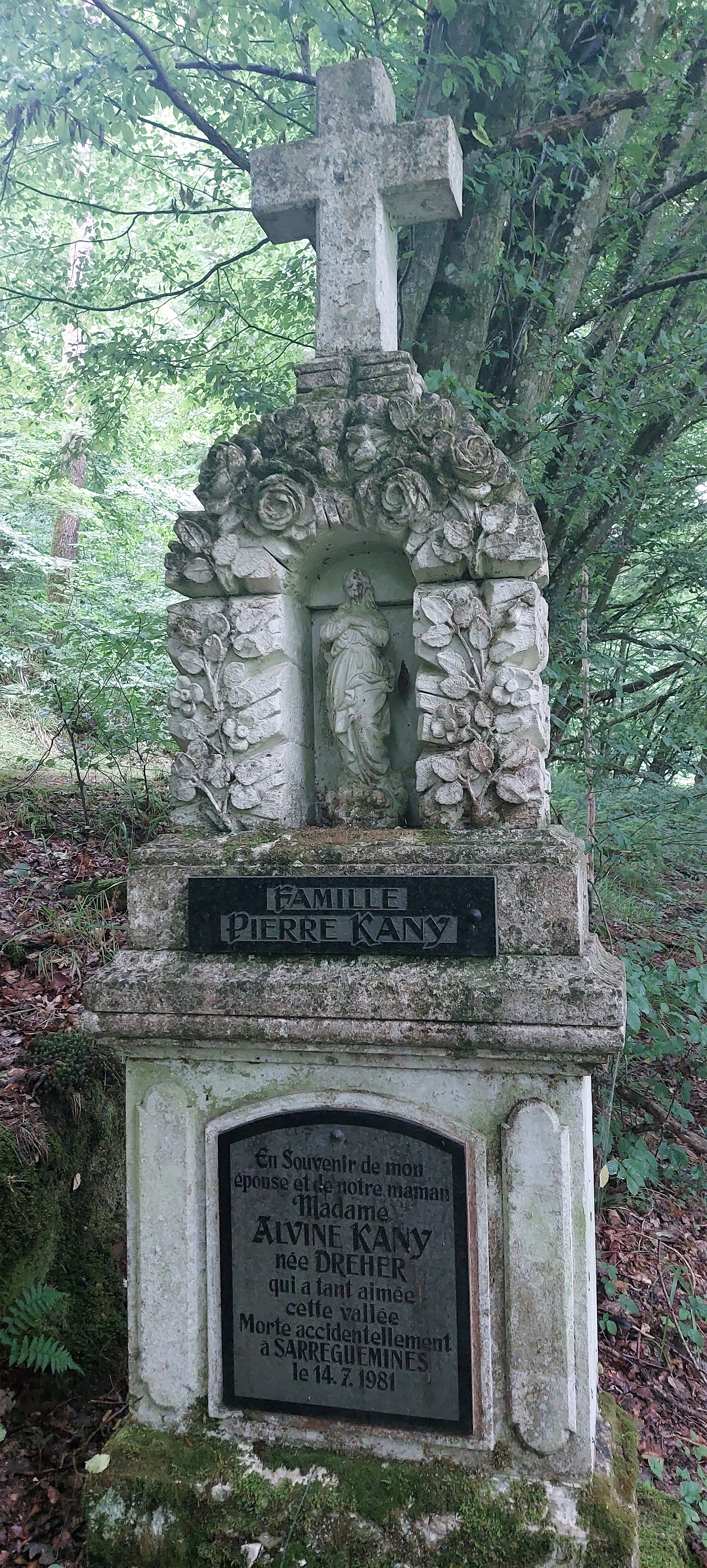
Mémorial.
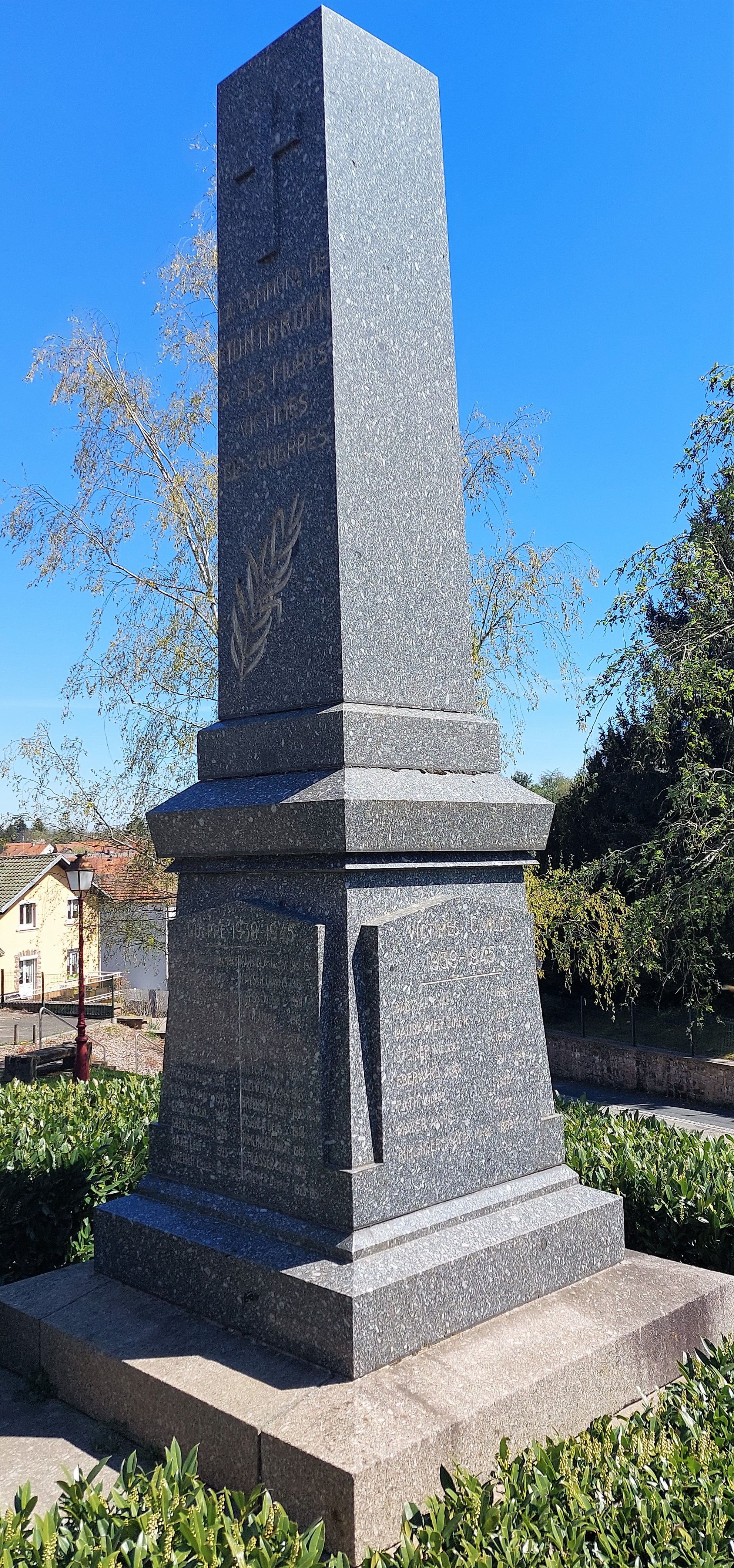
Monument aux morts de 1914-1918 et 1939-1945.
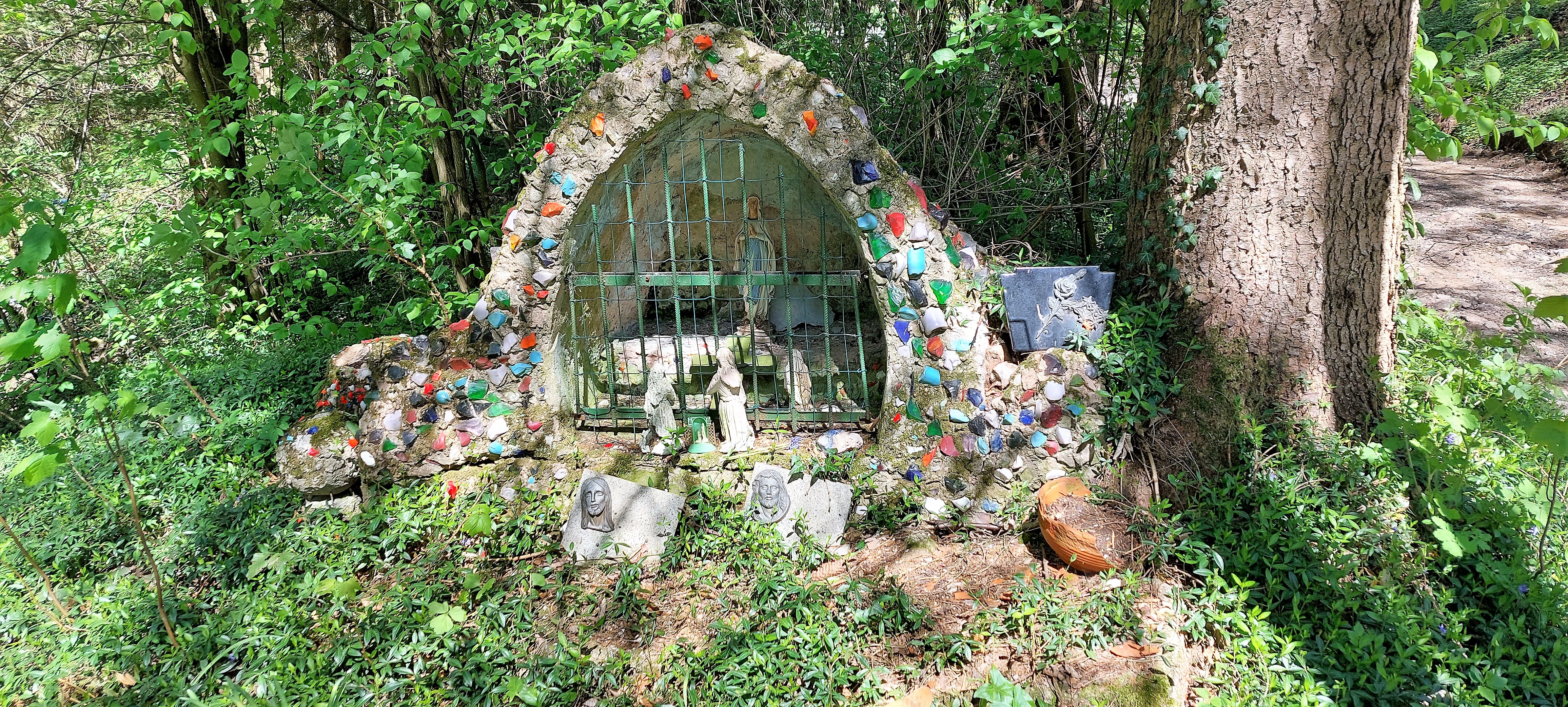
Petite grotte de lourdes.

- Le linteau de la maison d'un maréchal-ferrant, située 9, rue du Général-de-Gaulle[109] et construite à la fin du XVIIIe siècle ou au début du XIXe siècle. Le linteau est dû à l'un des ateliers du village voisin de Rahling. Entre deux grosses fleurs sont figurés ses outils (rogne-pied, boutoir, tenailles et marteau ainsi que le fer à cheval, symbole de la profession)[45],[108].
- La ferme située au 33, rue des Alliés, datant des années 1830-1840, est dite maison Salladin parce qu'elle est habitée et sans doute même construite par cette famille de sculpteurs établis dans le village. Dans les années 1830, ils émigrent en Amérique du Nord et font souche dans le New Jersey. Traditionnelle dans sa structure, la ferme se distingue par la sculpture de la porte piétonne. Deux colonnes galbées à fût monolithe plaquées sur le chambranle, mais sans fonction architectonique, confèrent à celle-ci une allure monumentale, encore accentuée par un lourd décor sculpté : éléments végétaux, feuilles d'acanthe, piastres, guirlandes, chérubins et motifs rococo, répartis avec beaucoup de liberté[45].
- L’ancien moulin dit Mummerer Miel, situé en fond de vallée au nord du ban communal. Il ne reste pas grand-chose du moulin d’origine et une habitation a été rajoutée au bâtiment originel. Ce moulin est mentionné en 1630 et reste en service jusqu’en 1979. Aujourd’hui la propriété est une scierie[110].
- Une élégante statue de saint Georges terrassant le dragon, en grès gris, datant du XIXe siècle[45].
- Il reste 51 calvaires et croix de chemins sur le ban de Montbronn aujourd’hui, mais il y en a eu jusqu’à 70. Les plus vieux ont 250 ans et d’autres ont été érigés plus récemment. De nombreux calvaires ont été érigés pour les victimes des guerres de 1914-1918 et de 1939-1945 et d’autres pour remercier Dieu du retour de guerre ou des camps de prisonniers. Ils sont tous différents et sont positionnés partout dans le village, et même à l’extérieur[45],[110].

### Patrimoine religieux
- L'église paroissiale, dédiée à saint Georges et reconstruite entre 1893 et 1896 dans le style basilical[45],[110],[111],[112].

Orgue Willy Meurer (1963),.
- Chapelle de la-Trinité[115], construite en 1825 (date portée), aux frais des héritiers des meuniers Peter Bach et Elisabeth Eichert, en remerciement d'avoir été épargnés pendant la Révolution, alors qu'ils ravitaillaient le curé de Montbronn, Jean Salzmann, qui avait refusé de prêter le serment d'obéissance à la constitution civile du clergé et qui se cachait à proximité de leur moulin. La chapelle a été déplacée dans les années 1970, lors de l'élargissement de la route[110],[116].
- Notre Dame de Montbronn, grande statue érigée en 1854 rue du Stade, elle a pour mission de “protéger le village contre le protestantisme, qui de la proche Alsace Bossue risque de contaminer les catholiques” et de protéger contre la guerre. Elle est aujourd’hui encerclée de maisons et elle n’apparaît plus distinctement[108].
- Grotte de Lourdes, chemin Enchenberg[117],[118].
- Monument aux morts[119] : Conflits commémorés : Guerres 1914-1918 - 1939-1945.

### Patrimoine naturel

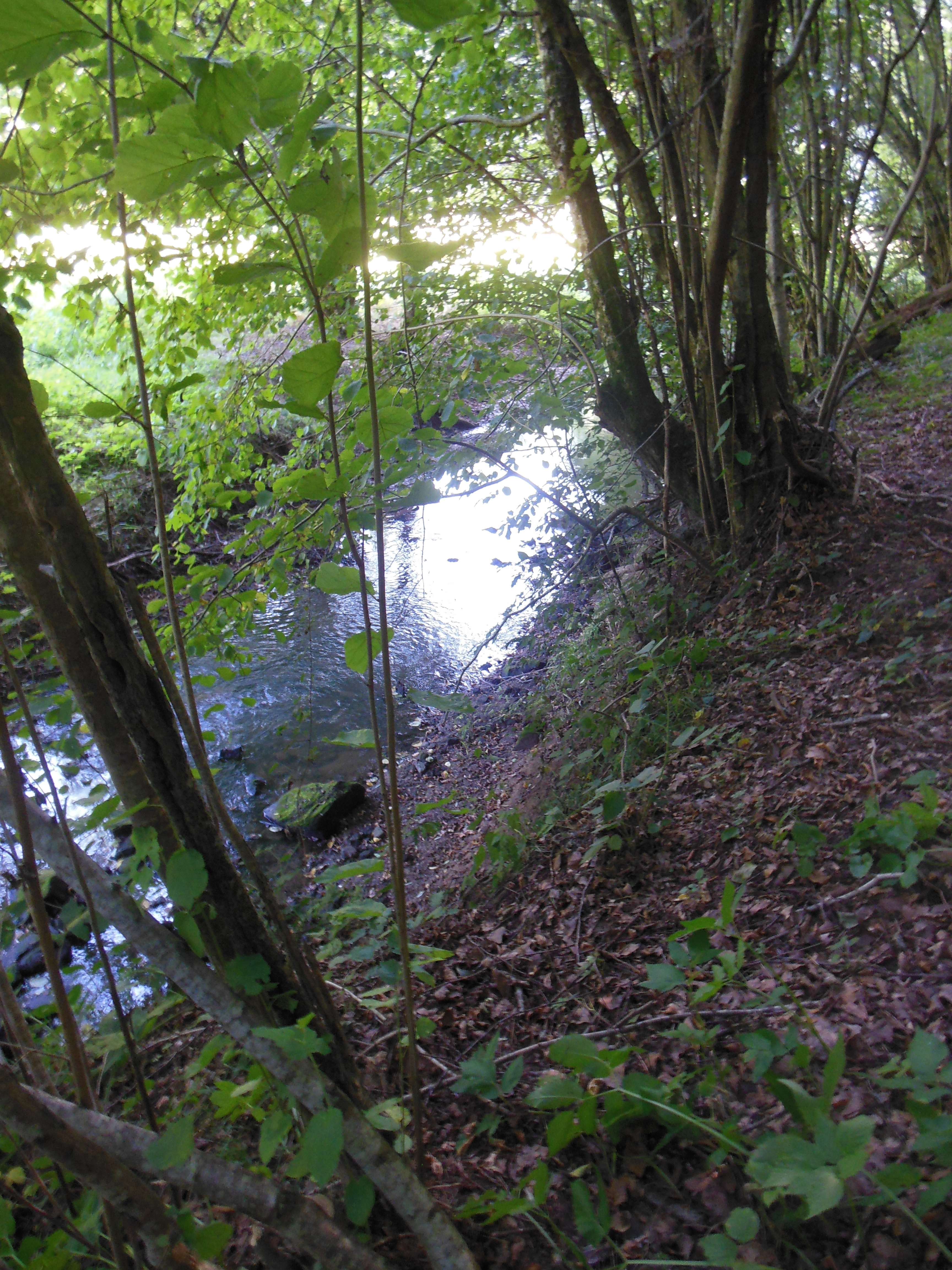
Le ruisseau de Muenzbach

La commune n’est concernée par aucune Zone naturelle d'intérêt écologique, faunistique et floristique (ZNIEFF), ni par aucune Zone importante pour la conservation des oiseaux (ZICO). En revanche, on note la présence, en limite du ban communal, d’un Espace naturel sensible nommé ruisseau de Muenzbach.
Notons également la présence de Lycopodium annotinum, espèce protégée en Lorraine. Ce lycopode à feuilles de genévrier présente une tige rampante et longue qui porte des rameaux espacés dont la taille varie entre 10 et 25 cm. Au cours de la croissance, les rameaux sont d’abord couchés puis redressés. Ils portent des feuilles courtes (0,5 cm), étroites, allongées, raides et piquantes. Elles ont une disposition alterne, souvent recourbées vers le bas, comme les feuilles de genévrier, mais s’en distinguent par une fine denticulation sur les bords. La plante porte également au sommet des rameaux des épis sporangifères plus clairs, cylindriques et isolés.
Le lycopode à feuilles de genévrier affectionne les sols pauvres et acides des tourbières mais aussi les sols argileux ou caillouteux. On le rencontre dans les forêts de conifères et les landes de montagne. On le retrouve souvent associé aux sphaignes. Cette plante de montagne, que l’on peut rencontrer jusqu’à 2 000 m d’altitude, est rare dans tous les massifs montagneux français.
Pour conclure, ajoutons que l’autre principale richesse écologique et paysagère de Montbronn réside dans ses nombreux vergers, qui sont fragiles car étroitement mêlés à la zone urbaine.

### Patrimoine culturel

#### Événements
- la Marche populaire[121].
- le Marché de Noël, au mois de décembre[122],[123].
- la Mommere Kirb, « fête foraine de Montbronn » en français, le dernier week-end du mois d'août[124],[125],[126].
- le Tournoi européen, un tournoi de football adressé aux juniors se déroulant au début de l'été, auquel de nombreux clubs de renommée prennent régulièrement part, comme l'Olympique lyonnais, le FC Metz ou l'AS Nancy-Lorraine[127],[128],[129].
- le Waldifescht, « fête de l’aspérule » en français, tenu depuis 2011, au mois de mai ou de juin[130],[131],[132].
- la Winterfecht " fête de l'hiver " où les élèves de CM1/CM2 joue souvent une pièce de théâtre

#### Dialecte
Sur le plan culturel, la seconde moitié du XXe siècle se caractérise par la diffusion de la langue française dans le village et plus largement dans l'ensemble de la population alsacienne et mosellane. Depuis le traumatisme de l'occupation nazie de 1940-1945, la langue allemande et le dialecte francique sont en net recul même si le canton de Rohrbach comptait encore 80 à 90 % de locuteurs du francique lorrain en 1962.
Dans les conversations en français de Moselle germanophone, outre les spécificités de l'accent francique lorrain (non distinction entre le p et le b, le ch et le j, le d et le t), la syntaxe est fréquemment bousculée par celle de l'allemand. Parmi les autres tendances lourdes figurent l'inversion entre le prénom et le nom (Muller Michel), l'usage fréquent d'abréviations pour les noms de localités ('Bronn, Ench', Goetz', Meis', Stras'), et l'emprunt de mots à la langue francique rhénane (Bix, Flammkuche, Schnaps, Scheslon, Kirb).

### Personnalités liées à la commune
- Muller Frères. Maison de verrerie fondée à Croismare en 1897 dirigée par 9 frères.

### Héraldique
| Blason de Montbronn | Blason  | D'or à l'aigle de sinople, becquée et membrée de gueules. |
| Blason de Montbronn | Détails | Le statut officiel du blason reste à déterminer.          |